# Kontemplation

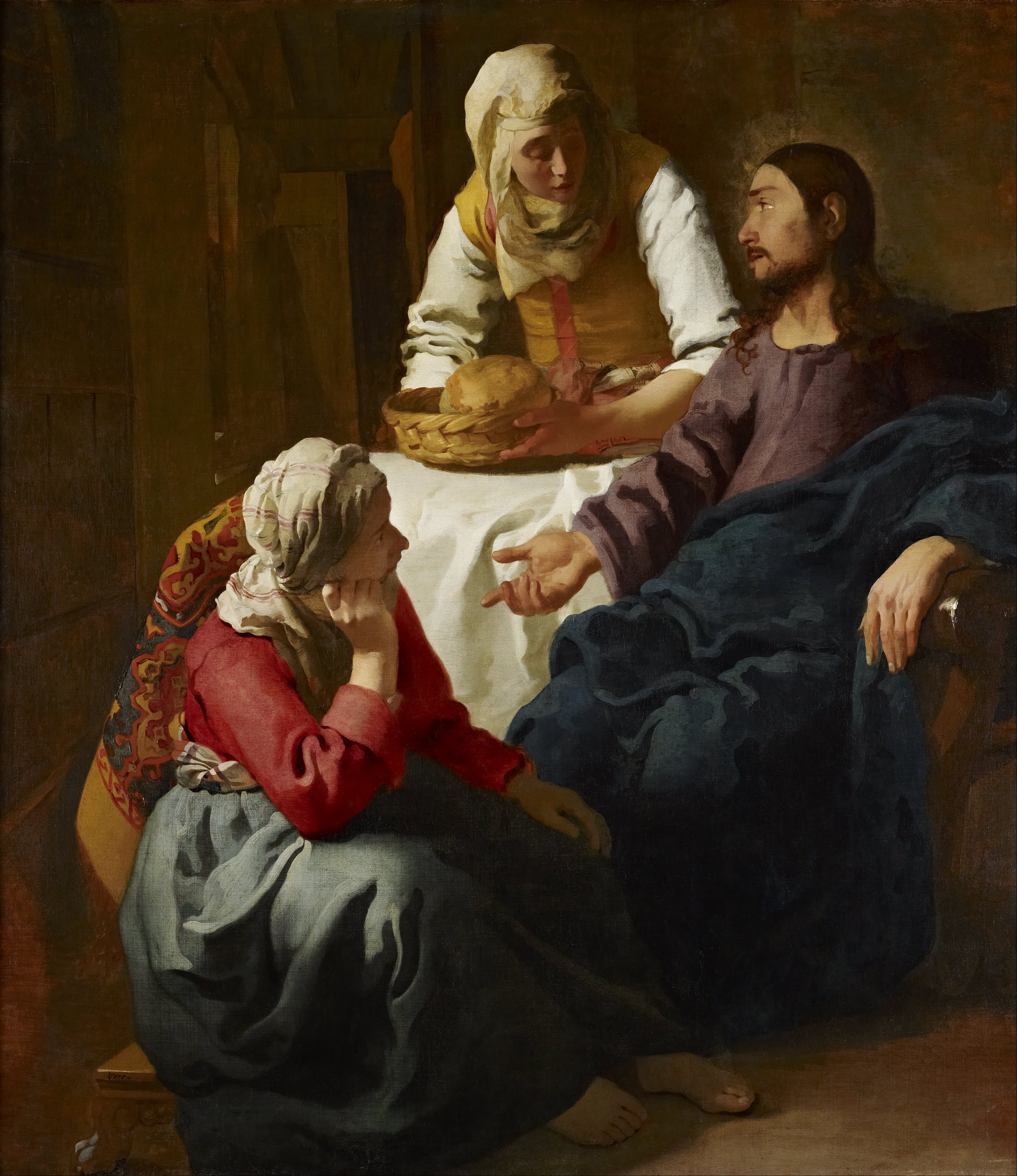
Maria von Bethanien (links) und ihre Schwester Martha (Mitte), traditionelle Sinnbilder der Kontemplation (Maria) und der Aktion (Martha), auf dem Gemälde Christus bei Maria und Martha von Jan Vermeer, um 1654/1655. Scottish National Gallery, Edinburgh

Kontemplation (von lateinisch contemplatio „Richten des Blickes nach etwas“, „Anschauung“, „[geistige] Betrachtung“) ist in philosophischen und religiösen Texten die Bezeichnung für ein konzentriertes Betrachten. Dies entspricht ungefähr dem Begriff ϑεωρία (theōría) in der griechischen Philosophie. In erster Linie geht es dabei um Betrachtung eines geistigen, ungegenständlichen Objekts, in das man sich vertieft, um darüber Erkenntnis zu gewinnen. Im religiösen Kontext ist das Objekt oft eine Gottheit oder deren Wirken. Kontemplation kann als intuitive Alternative oder weiterführende Ergänzung zum diskursiven Bemühen um Erkenntnis verstanden werden.
Wenn im menschlichen Leben die Betrachtung eine dominierende Rolle spielt, spricht man von einer theoretischen oder kontemplativen Lebensform oder -phase (lateinisch vita contemplativa) im Gegensatz zur „praktischen“ Lebensweise, dem auf äußere Aktivität ausgerichteten „tätigen“ Leben (vita activa). Das Spannungsverhältnis und die Rangordnung zwischen Betrachtung und Aktivität zählt seit der Antike zu den am intensivsten diskutierten Themen der philosophischen und religiösen Ethik. In der Antike und im Mittelalter herrschte in tonangebenden intellektuellen Kreisen die Auffassung vor, dass die Beschaulichkeit die beste Daseinsform sei, da sie die wertvollsten Früchte erbringe. Dies änderte sich jedoch in der Neuzeit, vor allem in der Moderne; die herkömmliche Überzeugung, dass kontemplative Reflexion einen privilegierten Zugang zu besonders wichtigen Einsichten biete, stieß auf zunehmende Skepsis.
Konzepte der Kontemplation wurden zuerst in antiken Philosophenschulen ausgearbeitet. Im Christentum wird die Kontemplation seit der Zeit der Kirchenväter als Ausrichtung auf Gott geschätzt, gepflegt und in der einschlägigen spirituellen Literatur eingehend erörtert. Für große Teile der christlichen Welt bildet die kontemplative Betrachtung der Werke Gottes und eine auf Gott selbst gerichtete Kontemplation traditionell einen Kernbestandteil des religiösen Lebens der Frommen. Dies gilt vor allem für das katholische und das orthodoxe Eremiten- und Mönchtum, aber auch für eine weit verbreitete Laienfrömmigkeit. Oft wird von der Kontemplation eine Erfahrung von Gottes Gegenwart oder sogar eine Gottesschau erhofft. Die geistlichen Autoren pflegen aber seit jeher zu betonen, dass solche Schau ein göttlicher Gnadenakt sei und vom Menschen nicht aus eigener Kraft herbeigeführt werden könne.
Auch im Islam, Hinduismus und Buddhismus sind kontemplative Praktiken verbreitet.

## Etymologie und Begriffsgeschichte
Das lateinische feminine Substantiv contemplatio ist vom Verb contemplari abgeleitet, das „beschauen“, „(in der Nähe) betrachten“, „sein Augenmerk auf etwas richten“ bedeutet. Es handelt sich um eine Wortbildung aus dem Präfix con- („zusammen“, „mit“, „von allen Seiten“) und dem Substantiv templum, einem Fachausdruck aus dem Auguralwesen. Die römischen Auguren, mit der Wahrsagung beauftragte Beamte, sollten den Willen der Götter ermitteln, indem sie in einem bestimmten Bereich des Himmels den Vogelflug beobachteten und deuteten. Als templum bezeichnete man in der Fachsprache der Vogelschau die Beobachtungshütte, in der sich der Augur bei seiner Tätigkeit aufhielt, und – sekundär – auch das Beobachtungsfeld am Himmel, das er von dort aus in den Blick nahm. Der Ausdruck templum, der ursprünglich für jedes Bauwerk verwendet wurde, erhielt im Lauf der Zeit unter dem Einfluss seines Gebrauchs im Auguralwesen eine spezielle sakrale Bedeutung („Heiligtum“, „geweihter Bezirk“). Er wurde dann in erster Linie für Kultbauten verwendet, die einer bestimmten Gottheit geweiht waren. Davon ist das deutsche Wort Tempel abgeleitet. Contemplari, ursprünglich das Beobachten als Aufgabe der Auguren, konnte später jede Art des aufmerksamen Betrachtens sowohl im sinnlichen als auch im geistigen Bereich bezeichnen. Cicero, der als Vermittler griechischen Gedankenguts die lateinische philosophische Terminologie maßgeblich prägte, gab den griechischen Ausdruck ϑεωρία (theōría, „geistige Schau“) mit contemplatio wieder.
Schon im Mittelalter wurde das Wort in den Formen contemplâcie, contemplatiône und contemplacion als Entlehnung aus dem Lateinischen in die spätmittelhochdeutsche Sprache übernommen. Es bezeichnet im Deutschen wie im Lateinischen die beschauliche, nicht mit praktischem Handeln verbundene Betrachtung religiöser Inhalte, insbesondere die Versenkung in die Werke Gottes und in die Gottheit selbst.
Seit dem 18. Jahrhundert ist das Adjektiv kontemplativ („betrachtend“, „beschaulich“, „untätig“), abgeleitet von lateinisch contemplativus, im Deutschen geläufig. Man verwendet es auch außerhalb religiöser Zusammenhänge für das Sichvertiefen in die Betrachtung der Natur oder eines Kunstwerks oder für eine besinnliche Haltung und beschauliche Lebensweise. Bildungssprachlich kommt auch das Verb „kontemplieren“ (sich der Kontemplation hingeben) vor.

## Antike
Das Konzept des auf Erkenntnis ausgerichteten Verhaltens, das später Kontemplation genannt wurde, und einer entsprechenden Haltung und Lebensweise stammt aus der griechischen Philosophie. Der griechische Fachausdruck war theōría, ein Wort, das vor- und außerphilosophisch das Anschauen, insbesondere das Zuschauen bei Festspielen, und das damit verbundene Kennenlernen des Gesehenen bezeichnete. In der Philosophie erhielt theōría die spezielle Bedeutung des Erfassens grundlegender geistiger Inhalte. Später übernahmen christliche Denker, denen es um die Gotteserkenntnis ging, den Begriff.

### Philosophie

#### Vorsokratiker
Eine Hochschätzung der kontemplativen, „theoretischen“ Lebensweise als beste Art der Daseinsgestaltung, verbunden mit massiver Abwertung praktischer Zielsetzungen, wurde in der Antike schon dem Philosophen Pythagoras zugeschrieben, der im 6. Jahrhundert v. Chr. lebte. Nach einer stark beachteten Anekdote verglich Pythagoras das menschliche Leben mit einem Festspiel, bei dem Wettkämpfe veranstaltet werden. Zu dem Fest kämen manche als Wettkämpfer, die den Preis erringen wollten, andere als Händler, die Besten aber als Zuschauer. So sei es auch im Leben: Die einen seien nach Ruhm oder Gewinn gierig, die anderen – die Philosophen – wollten nach Wahrheit forschen. In der Ruhm- oder Gewinnsucht zeige sich eine sklavische Gesinnung, die im Gegensatz zur philosophischen Haltung stehe. Der Philosoph gebe der Betrachtung und Erkenntnis vor allen anderen Bestrebungen den Vorrang. Falls die Anekdote einen historischen Kern hat, hat Pythagoras bereits den Vergleich zwischen aktivem und beschaulichem Leben angestellt und die später gängige Einschätzung vertreten, der zufolge die Kontemplation als Lebensform der äußeren Aktivität objektiv überlegen ist. Im 5. Jahrhundert soll der Vorsokratiker Anaxagoras ebenfalls den eigentlichen Sinn des menschlichen Lebens in der Kontemplation gesehen haben. Ihm wird die Ansicht zugeschrieben, das Leben sei lebenswert, weil es ermögliche, den Himmel und die Ordnung im Weltall zu betrachten.

#### Platon
Für Platon (428/427–348/347 v. Chr.) war die Überlegenheit der betrachtenden Haltung unzweifelhaft, doch verband er damit keine Geringschätzung des tätigen Lebens. Seine Philosophie sollte zur „Schau“ der nicht sinnlich wahrnehmbaren, nur geistig erfassbaren „Ideen“ hinführen. Mit großer Überzeugungskraft verkündete er das Ideal einer solchen Kontemplation, in der er die wahre Bestimmung des Menschen sah. Das philosophische Leben sei in erster Linie der beglückenden Betrachtung rein geistiger Schönheit und Vortrefflichkeit gewidmet. Diese war für Platon das lohnendste Ziel, denn in den Ideen sah er die eigentliche, in höchstem Maß attraktive Wirklichkeit. Allerdings legte er auch großen Wert auf die handlungsanleitende Funktion des kontemplativ erlangten Wissens, das zugleich Verpflichtung bedeute. Der Philosoph solle sich nicht auf die Erkundung der geistigen Welt beschränken. Vielmehr sei es seine Aufgabe, von dort zurückzukehren, denn er habe sein durch kontemplative Einsicht erlangtes Verständnis der Weltordnung für das Wohl seiner Mitbürger fruchtbar zu machen. Bei Platon führt die geistige Betrachtung somit nicht vom sozialen und politischen Handeln weg, sondern schließlich wiederum zur Aktivität in Familie, Freundeskreis und Staat hin.
Nach Platons Verständnis ist die philosophische Wahrheitssuche ein auf Argumente gestützter diskursiver Prozess. Dabei verwandelt sich eine bloße richtige Meinung in ein Verstehen, über das man Rechenschaft ablegen kann. Dies ist aber nur einer der Aspekte der Erkenntnis; ein anderer ist die Schau. Platon verwendete gern die Metapher des Schauens, um den Kontakt des Philosophen mit der Wirklichkeit – dem zeitlosen Sein – zu charakterisieren. Aus seiner Sicht ist eine solche Schau die vollkommene Weise des Erkennens, weil sie sich auf das Ursprüngliche richtet, das allem Zeitlichen, allem Werden zugrunde liegt, und dieses Ursprüngliche unmittelbar als ein Anwesendes und Gegenwärtiges erfasst. Da Platon die Seele für das schauende Subjekt hielt, bediente er sich der Metapher „Auge der Seele“. Nach seiner Darstellung wird das Auge der Seele durch die Dialektik, die diskursive philosophische Methode der Erkenntnisgewinnung, aus dem „barbarischen Morast“, in dem es vergraben war, hervorgezogen und nach oben gerichtet. So wird es befähigt, seine Funktion zu erfüllen, dem Schauenden die Welt der – später „platonisch“ genannten – Ideen zu erschließen. Somit ist die dialektische Schulung eine unerlässliche Voraussetzung für das Erblicken der Wirklichkeit. Die Qualität der Wahrnehmung beim Schauen ist abgestuft, sie hängt von den jeweiligen Fähigkeiten der Seele ab. Der Grad der Vollkommenheit der Wirklichkeitserfassung bestimmt den Unterschied zwischen Göttern und Menschen, er ist der Maßstab für Platons Hierarchie der Wertungen.
Die kontemplative Beschäftigung mit den Ideen ist – so die platonische Lehre – für den Betrachter nicht nur eine Quelle höchster Freude, sondern hat auch weitreichende Auswirkungen auf sein Leben, denn aus ihr ergibt sich ein starker ethischer Impuls. Das, was sich dem Betrachter in der Schau enthüllt, ist für ihn nicht bloß Erkenntnisobjekt, sondern zugleich auch Norm und Muster für seine eigene Lebensgestaltung. Die Ideenwelt bietet ihm ein göttliches Vorbild, dem er sich nachahmend angleichen will. Nach Platons Definition besteht das Wesen der philosophischen Lebensweise in der Angleichung oder „Anähnlichung“ an die Gottheit, „soweit dies möglich ist“ (homoíōsis theṓ katá to dynatón). Grundsätzlich ist diese Möglichkeit gegeben, weil die unsterbliche Seele des Menschen von Natur aus mit dem Göttlichen verwandt ist. Indem sich der Philosoph dem Ideenkosmos nachahmend zuwendet und nach einem möglichst vollkommenen Besitz der göttlichen Merkmale Tugend und Wissen trachtet, wird er selbst vergöttlicht. Auch die Götter verdanken ihre Göttlichkeit ihrer Hinwendung zu den Ideen. Das geistige Erfassen der Ideen und das von solcher Erkenntnis gelenkte Handeln führen den Menschen zur Gottähnlichkeit, soweit die Bedingungen des Lebens in der Sinnenwelt dies zulassen. Diesem Ziel nähert sich der Philosoph vor allem durch seine zunehmende Vertrautheit mit den Ideen der Gerechtigkeit und der Maßhaftigkeit, in denen das Göttliche in erster Linie hervortritt.
Außer der kontemplativen Hinwendung zu den Ideen kannte Platon noch eine andere Art von Schau, die religiösen Charakter hat. Sie bezieht sich auf das „Unsagbare“, einen unbeschreibbaren transzendenten Bereich jenseits der Ideenwelt. Zwar bildet die Dialektik auch für diese höchste Schau die notwendige Voraussetzung und Vorbereitung, doch ist die Erfahrung des Unsagbaren selbst ganz undialektisch.

#### Aristoteles
Platons Schüler Aristoteles war der Ansicht, die höchste Lebensform sei das „betrachtende Leben“ (bíos theōrētikós) des Philosophen, das später lateinisch vita contemplativa genannt wurde. Es sei dem – ebenfalls wertvollen – praktisch tätigen Leben (bíos praktikós) überlegen, Erkenntnisgewinn stehe über politischer und sozialer Aktivität. Dies begründete Aristoteles mit einer Reihe von Argumenten. Er machte geltend, dass die geistige Betrachtung (theōría) der Ausdruck der höchsten Fähigkeit sei, über die der Mensch verfüge, und dass sie dem Wesen des Göttlichen entspreche und dem Wirken eines göttlichen Elements im Menschen zu verdanken sei. Daher liege im philosophischen Betrachten auch das höchste Glück des Menschen. Außerdem zeige sich die Überlegenheit der theōría auch darin, dass sie die größte Stetigkeit aufweise, denn man könne leichter in ihr verharren als in irgendeiner nach außen gerichteten Tätigkeit. Überdies habe sie den Vorteil der Unabhängigkeit, der Autarkie (Selbstgenügsamkeit); man könne sich ihr ganz allein widmen, während man für äußere Aktivität auf die Mitwirkung anderer angewiesen sei. Das Leben des Philosophen sei optimal geordnet und er werde von den Göttern am meisten geliebt. Allerdings verstand Aristoteles im Gegensatz zu Platon unter „Betrachtung“ nicht ein intuitives „Schauen“ im Sinne von Kontemplation, sondern eine wissenschaftliche Betätigung, die intuitives Erfassen der Grundlagen und Ausgangspunkte von Wissenschaft mit diskursivem Denken zum Zweck der Urteilsbildung verbindet. Das „Betrachten“ fasste er durchaus als Tätigsein im Sinne eines aktiven Forschens auf, nicht im Sinne eines bloßen Empfangens von Erkenntnis, einer passiven Beschaulichkeit. Somit wird die Übersetzung von bíos praktikós mit „aktives Leben“ (vita activa) seiner Unterscheidung der beiden Lebensformen nicht gerecht, denn das „Betrachten“ war für ihn ebenfalls Aktivität, wenngleich er es der Muße und nicht der Arbeit zuordnete. Sein Ideal des betrachtenden, „theoretischen“ Forscherlebens wurde zum Ausgangspunkt einer bis zur Gegenwart andauernden Diskussion über die Rangordnung und das Verhältnis von Handeln und Erkennen.
Einen Zusammenhang zwischen dem betrachtenden und dem praktischen Leben stellte Aristoteles nicht her. Er fasste die Betrachtung als eine vom Bereich des Sozialen und Ethischen völlig getrennte Aktivität auf, die einen Selbstzweck darstelle und keinen Ertrag für den Alltag oder die Politik erbringe. Unter praktischem Gesichtspunkt sei sie nutzlos. Dies spricht aber aus Aristoteles’ Sicht keineswegs gegen sie, sondern im Gegenteil für sie: Gerade der Umstand, dass die philosophische Betrachtung keinem praktischen Zweck dient, zeigt ihre Überlegenheit und ihren besonderen Wert. Sie ist die Beschäftigung des freien Menschen, der keinen materiellen Zwängen unterworfen ist. Ausgeführt wird die theōría nach dem aristotelischen ebenso wie nach dem platonischen Konzept von einer besonderen, für das Erkennen zuständigen Instanz in der Seele, dem nous.

#### Hellenismus
Im Zeitalter des Hellenismus nahmen die Philosophenschulen unterschiedliche Positionen zur Kontemplation ein. Die von Platon gegründete Akademie und der Peripatos, die Schule des Aristoteles, hielten im Prinzip an der Sichtweise ihrer Gründer fest, der zufolge das „theoretische“ Leben allen anderen Formen menschlicher Daseinsgestaltung überlegen ist. Dieser Grundsatz galt als etabliert und wurde daher kaum thematisiert. Allerdings gab es Faktoren, die der traditionellen Hochschätzung der Kontemplation entgegenwirkten: In der Jüngeren („skeptischen“) Akademie wurde die Möglichkeit gesicherter Wirklichkeitserkenntnis bestritten, und im Peripatos problematisierte schon Theophrast, der Nachfolger des Aristoteles, das Konzept des „betrachtenden“ Lebens. Theophrast hob die teils praktischen, teils prinzipiellen Hindernisse hervor, die sich aufgrund der menschlichen Natur der Betrachtung entgegenstellen. Spätere Peripatetiker bekannten sich zu einer „gemischten“ Lebensweise.
Die anderen bedeutenden Schulrichtungen – die Stoiker, Epikureer, Kyniker und Skeptiker – teilten weder das platonische noch das aristotelische Lebensideal. Die Stoiker lehnten die Trennung und unterschiedliche Bewertung von Erkennen und Handeln ab. Die Epikureer traten zwar für eine zurückgezogene, unpolitische Lebensweise ein und forderten eine zur Einsicht führende Betrachtung der Natur, doch meinten sie, die theōría sei der Praxis nicht übergeordnet, sondern habe ihr – das heißt dem Luststreben – zu dienen. Die Kyniker waren gänzlich praxisorientiert und verwarfen die theōría als nutzlos. Die Skeptiker hielten aufgrund ihrer Erkenntnistheorie die klassische Hochschätzung der theōría für unbegründet, da Betrachtung nicht zu sicherem Wissen führe.
Cicero, der im hellenistischen Zeitalter der namhafteste Vermittler griechischen philosophischen Gedankenguts in der lateinischsprachigen Welt war, führte den Ausdruck contemplatio als lateinische Entsprechung zur griechischen theōría ein. In seinem literarischen Dialog De natura deorum legte er dem Vertreter der stoischen Lehre die Feststellung in den Mund, der Mensch sei dazu geboren, das Weltall zu betrachten und nachzuahmen. Dieses sei ein göttliches Wesen und in jeder Hinsicht zweckmäßig eingerichtet und vollkommen. Der Mensch sei zwar unvollkommen, aber er bilde ein Teilchen des Vollkommenen, an dem er sich zu orientieren habe. Dieser Gedanke findet sich auch im hermetischen Schrifttum. Dort wird ausgeführt, der Mensch sei zur Betrachtung des Himmels und zur Erkenntnis der göttlichen Macht bestimmt. Als Betrachter von Gottes Werk könne er zur Erkenntnis des Schöpfers gelangen.

#### Römische Kaiserzeit
Im 1. Jahrhundert trat der stark vom Platonismus beeinflusste jüdische Denker Philon von Alexandria mit großer Entschiedenheit für den Vorrang der Kontemplation gegenüber der Aktion ein. Er war der Überzeugung, dass die Aufgaben des aktiven Lebens zwar nicht vernachlässigt werden sollten, dass aber alle Praxis dem Ziel der Gottesschau unterzuordnen sei. Das praktische Leben hielt er für ein notwendiges Durchgangsstadium der Bewährung, ohne das man die Kontemplation Gottes nicht erreichen könne. Das Handeln – politische Tätigkeit ebenso wie Erwerbsarbeit – solle dazu dienen, unter dem Ansturm der alltäglichen Belastungen den Weg zum höchsten Erkenntnisziel zu bahnen.
Von zentraler Bedeutung war die Kontemplation bei Plotin (205–270), dem Begründer des Neuplatonismus, sowie in seinem Schülerkreis und bei den spätantiken Neuplatonikern. Dabei ging es um eine kontemplative Beschäftigung mit der „intelligiblen Welt“, dem Bereich der nur geistig erfassbaren, der Sinneswahrnehmung entzogenen Dinge. Plotin bezeichnete diese Beschäftigung als ein „Denken“. Damit meinte er aber nicht, dass die dem Geistigen zugewandte Person eigene, vom Gegenstand des Denkens getrennte Gedanken produziere, um sich dadurch ihrem Objekt anzunähern. Vielmehr denkt nach Plotins Verständnis der Kontemplierende, indem er durch seine Teilhabe (Methexis) am Reich des Geistes dessen Inhalte ergreift. Ein solches Denken ist kein diskursives Folgern, sondern ein unmittelbares geistiges Erfassen des Gedachten. Das Gedachte ist kein Erzeugnis des denkenden Subjekts; es wird in der Denkwelt, die der Denkende betritt, von ihm vorgefunden. Diese Denkwelt, der intelligible Kosmos, ist für das kontemplierende Subjekt keine Außenwelt, die als solche nur unvollkommen erfasst werden könnte; sie ist vielmehr im Kontemplierenden selbst vorhanden, und er wendet sich ihr zu, indem er ins eigene Innere einkehrt. Das Bewusstsein konzentriert sich ganz in sich selbst. So wird eine rein geistige Sehkraft, die in der menschlichen Natur angelegt ist, aktiviert. Mit ihr kann die Wirklichkeit in einem einzigen Akt der Schau intuitiv erfasst werden. Gemeint ist aber nicht eine auf das Subjekt beschränkte, nur subjektiv gültige Wirklichkeit, sondern eine umfassende, und zwar die einzige, die es gibt, denn in der kontemplativen Schau wird die scheinbare Trennung von Subjekt und Objekt aufgehoben und Ganzheit erfahren. Das so aufgefasste Denken ist ein einziger bewusster Sehakt, in dem sich die Einheit von Denkendem und Gedachtem zeigt. Für Plotin ist diese Wirklichkeitsschau, die Betrachtung der Schönheit des absolut Guten, das Erhabenste im menschlichen Leben und die einzige Bestimmung des Menschen; durch sie wird man selig (makários), und wer sie verfehlt, ist völlig gescheitert.

### Christentum

#### Auseinandersetzung mit der philosophischen Tradition
Schon für das 2. Jahrhundert ist eine christliche Auseinandersetzung mit dem griechischen philosophischen Kontemplationsideal bezeugt. Justin der Märtyrer, ein namhafter Kirchenlehrer, hatte sich seiner Darstellung zufolge vor seiner Bekehrung zum Christentum mit platonischer Philosophie befasst. Er hatte sich einer zurückgezogenen kontemplativen Lebensweise zugewandt in der Hoffnung, auf diesem Weg die unmittelbare philosophische Gottesschau und die Eudaimonie (Glückseligkeit) zu erlangen. Später begegnete er einem Greis, der ihn zum Christentum bekehrte. Der Greis hielt ihm sein weltfernes Leben vor: Justin liebe das „Wort“ statt der „Tat“ und der „Wahrheit“ und wolle lieber ein Sophist sein als ein Mann der Praxis. In diesem Dialog zeigt sich erstmals in der frühchristlichen Literatur eine direkte christliche Kritik an der Zurückgezogenheit und Praxisferne des kontemplativen Lebens mancher Philosophen. Unter dem Einfluss des Greises wurde Justin Christ. Er machte sich die Auffassung zu eigen, die Eudaimonie bestehe nicht in der Kontemplation und auch nicht in einer gnadenhaft geschenkten Gottesschau, sondern in der im Leben verwirklichten Einheit von Theorie und Praxis, Glauben und Handeln.
Auch andere frühe christliche Apologeten, Athenagoras von Athen und Theophilos von Antiocheia, stellten die sittliche Qualität der christlichen Lebenspraxis dem kontemplativen Ideal der Philosophen entgegen. Den Denkern warfen sie vor, ein tatenloses Leben zu führen und wohlklingende, aber unpraktische Phrasen zu verbreiten, statt Wort und Tat zu verbinden. Die Nützlichkeit von Grundsätzen habe man durch gute Taten aufzuzeigen.
Einen neuen Impuls brachten die alexandrinischen Theologen Clemens von Alexandria und Origenes. Sie legten ebenfalls großes Gewicht auf die Einheit von Theorie und Praxis, doch ohne das philosophische Kontemplationsideal pauschal zu verwerfen. Mit dem Instrumentarium der platonischen Terminologie entwickelten sie eine christliche Kontemplationslehre. Die christliche Lebenspraxis betrachteten sie als Voraussetzung der Kontemplation. Origenes betonte, es könne weder Tätigkeit ohne Beschauung noch Beschauung ohne Tätigkeit geben. Clemens übernahm das platonische Konzept einer Angleichung an die Gottheit, die im kontemplativen Leben erfolge.

#### Theorien der Gottesschau
Die antiken Kirchenväter befassten sich mit der Kontemplation vor allem unter dem Gesichtspunkt der Gottesschau. Mit ihren Überlegungen knüpften sie an den Gedanken der paganen Philosophen an, dass der Mensch im Gegensatz zu den Tieren aufrecht geschaffen sei, damit er zum Himmel emporblicken und Kenntnis von ihm erlangen könne. Sie meinten, Gott habe den Menschen dazu bestimmt, Betrachter der Wunderdinge der Welt zu sein. Man solle sich aber nicht mit dem Staunen über diese Wunder und dem Genuss der Schönheit des Geschaffenen begnügen, sondern die religiöse Bedeutung des sinnlich Wahrnehmbaren erfassen. Dann werde die Betrachtung der Schöpfung zum Anlass, sich dem göttlichen Urheber all dieser Dinge zuzuwenden.
Kirchenschriftsteller der patristischen Zeit, die sich über die Kontemplation äußerten, setzten sich mit der Frage auseinander, inwieweit man auf kontemplativem Weg zur Gottesschau voranschreiten könne. Einhelligkeit bestand darüber, dass eine vollkommene Gottesschau im Diesseits unmöglich, eine begrenzte Betrachtung Gottes jedoch im irdischen Leben erlangbar sei. Der stark vom Platonismus beeinflusste griechische Kirchenvater Gregor von Nyssa lehrte, der menschliche Geist könne zu immer höherer Aufmerksamkeit voranschreiten. Damit komme er der Anschauung Gottes immer näher. Wenn man auf diesem Weg sowohl die Objekte der Sinneswahrnehmung als auch die der Denkkraft hinter sich lasse, dringe man immer tiefer ins Innere der Wirklichkeit vor, bis man zum Unsichtbaren und Unfassbaren gelange und dort im metaphorischen Sinn Gott „sehe“, wenngleich auf unvollkommene Weise. Nach Gregors Ansicht ist das kontemplative Streben nach Gotteserkenntnis ein Vorgang, der auch im seligen Leben im künftigen Jenseits nie zu Ende kommen wird, weil Gott unendlich ist. Demnach hat die Kontemplation kein abschließendes Ziel, das sie erreichen kann.
Für die lateinischsprachigen Christen West- und Mitteleuropas wurde die Lehre des Kirchenvaters Augustinus wegweisend. Er übernahm das platonische Konzept der geistigen Schau, indem er die Vernunfttätigkeit als direkte, nicht durch den Körper vermittelte Betrachtung des Wahren (veri contemplatio) definierte. Als Ziel aller irdischen Tätigkeit bestimmte er die Gottesschau im Jenseits; erst mit ihr gelange man zum Höhepunkt der Kontemplation (ad summitatem contemplationis). In dieser Betrachtung Gottes sei „ewige Ruhe“ zu finden. Die begrenzte irdische Gottesschau und ihr relativ hoher Rang ist für Augustinus – wie schon für Origenes – beispielhaft in der biblischen Erzählung von den Schwestern Maria und Martha im Lukasevangelium (Lk 10,38–42 ) dargestellt. Dort stellt Jesus den Vorrang der rein kontemplativen Haltung Marias gegenüber der Geschäftigkeit Marthas fest. Nach der lateinischen Bibelübersetzung hat Maria, die dem Herrn zu Füßen sitzt und ihm nur zuhört, während Martha als Gastgeberin für ihn sorgt, „den besseren Teil erwählt“, und der soll ihr nicht genommen werden. Vergeblich bittet Martha Jesus, er möge ihre untätige Schwester auffordern, ihr zu helfen. Dazu bemerkte Augustinus erläuternd, Marthas Tätigkeiten seien vergänglich, da sie in der Ewigkeit nicht mehr benötigt würden; Marias Kontemplation hingegen nehme in gewisser Weise die ewige Seligkeit vorweg.
Auch der Gegensatz zwischen den Schwestern Lea und Rachel, den beiden Frauen des Stammvaters Jakob in der Bibel, symbolisiert für Augustinus das Verhältnis zwischen Aktion (Lea) und Kontemplation (Rachel). Jakob begehrte die schöne Rachel, musste aber zunächst die unattraktive Lea, die ältere der beiden Schwestern, als Gattin akzeptieren, bevor er Rachel erhielt. So kann man auch den Segen der Kontemplation erst empfangen, nachdem man sich in der Aktion bewährt hat. Augustinus ließ an der Überlegenheit der Kontemplation keinen Zweifel, mahnte aber auch, niemand dürfe um der Betrachtung willen seine äußeren Pflichten vernachlässigen.

#### Mönchtum und Askese
Im östlichen Mönchtum war die auf Gott gerichtete Kontemplation (theōría eis theón) schon in frühester Zeit eine Hauptaufgabe des spirituellen Lebens, wie aus den Apophthegmata patrum hervorgeht. Der Mönch hatte seine Gedanken ständig auf Gott zu konzentrieren. Als Vorbedingung dafür galt neben strenger Askese die „Ruhe“ (hēsychía), das heißt ein Zustand der Freiheit von allen störenden Vorstellungen und Begierden. Eine einflussreiche Theorie der Kontemplation entwickelte Euagrios Pontikos († 399), der als Mönch in der ägyptischen Wüste lebte. Sein Modell des geistlichen Aufstiegs zur Gotteserkenntnis weist drei Stufen auf. Auf der ersten Stufe ist „Praxis“ angesagt, das heißt Askese, Überwindung der Leidenschaften und Einübung der christlichen Grundtugenden. Damit reinigt man die Seele und erlangt eine souveräne Beherrschung des triebhaften Lebens. Auf der nächsthöheren Stufe wird dann die Natur betrachtet, insofern sie Gottes Schöpfung ist. Man entdeckt ihren religiösen Symbolgehalt, und so zeigt sich Gottes Welt in einem neuen Licht. Die dritte und höchste Stufe ist die Gottesschau, ein überrationales Erkennen jenseits aller Vorstellungen und Begriffe. Diese Erfahrung erfolgt in Frieden und absoluter Ruhe, unabhängig von den Mühen des diskursiven Denkens. Sie ist nur dem „nackten Geist“ zugänglich.
Der Schriftsteller Johannes Cassianus, der im frühen 5. Jahrhundert die Gedankenwelt und Gepflogenheiten des östlichen Mönchtums nach Westeuropa brachte, betonte den Vorrang der Gottesbetrachtung gegenüber allen asketischen Bemühungen der Mönche. Er befand, die Einübung der Askese diene nur der Vorbereitung auf die Kontemplation, die allein das höchste Gut (principale bonum) sei. Vorbildlich seien die Eremiten, die zunächst in der klösterlichen Gemeinschaft die Askese bis zur Vollendung gelernt hätten, um sich anschließend als Einsiedler in die Einsamkeit der Wüste zurückzuziehen und dort die Kontemplation zu üben. Zur Begründung der Überlegenheit des kontemplativen Lebens berief sich Cassianus auf die biblische Erzählung von Maria und Martha.
Julianus Pomerius, ein Kirchenschriftsteller des späten 5. Jahrhunderts, verfasste eine Abhandlung mit dem Titel De vita contemplativa (Über das kontemplative Leben). Dort erörterte er die Fragen, worin die Besonderheit der betrachtenden Lebensweise besteht, wodurch sie sich von der tätigen unterscheidet und ob sich ein kirchlicher Amtsträger kontemplative Tüchtigkeit aneignen kann, obwohl ihn praktische Aufgaben in Anspruch nehmen. Nach der Ansicht des Julianus ist die vita contemplativa durch gänzliche Anhänglichkeit an Gott und völlige Gleichgültigkeit oder Unempfindlichkeit gegenüber den Versuchungen und Nöten der Welt gekennzeichnet. Um einen solchen Gemütszustand zu erreichen, müsse man sich vom Lärm der weltlichen Geschäfte konsequent entfernen. Mit dieser Forderung knüpfte Julianus an die Gedankenwelt des Cassianus an. Allerdings sah er in der kontemplativen Lebensweise kein ausschließliches Privileg der Mönche und Einsiedler. Vielmehr meinte er, auch ein kirchlicher Amtsträger könne die kontemplative Tugend besitzen, wenn er die asketische Gesinnung eines Eremiten habe. Die Schrift De vita contemplativa war die erste christliche Abhandlung über die verschiedenen Lebensweisen. Sie wurde im Mittelalter stark rezipiert.

#### Das Aufstiegsmodell des Pseudo-Dionysius
Eine außerordentlich starke Nachwirkung erzielte ein unbekannter spätantiker Autor, der sich Dionysius nannte und im Mittelalter mit Dionysius Areopagita, einem in der Apostelgeschichte erwähnten Schüler des Apostels Paulus, identifiziert wurde. Heute ist er als Pseudo-Dionysius bekannt. Der mysteriöse Kirchenschriftsteller legte ein ausführlich ausgearbeitetes Konzept der „negativen (apophatischen) Theologie“ vor. Dabei handelt es sich um eine Lehre, die das Denken und Reden über Gott beschränkt, indem sie alle „positiven“ Aussagen konsequent als unangemessen kritisiert und verwirft. Unter positiven Aussagen versteht man solche, mit denen das Wesen Gottes bestimmt werden soll, beispielsweise „Gott ist gut“. Dabei werden Vorstellungen, die aus dem Bereich menschlicher Erfahrung stammen, auf Gott übertragen. Dagegen wendet sich die negative Theologie. Ihr zufolge kann kein Name und keine Bezeichnung Gottes Transzendenz gerecht werden und ihm daher wirklich zukommen. Somit sind positive Aussagen über ihn prinzipiell unzulässig. Statthaft sind nur negative Aussagen, das heißt die Verneinungen der Gültigkeit der positiven. Aber auch die Negationen erweisen sich bei näherer Untersuchung als unzulänglich. Daher müssen auch sie verneint werden. Dies bedeutet jedoch nicht eine Rückkehr zu positiven Aussagen, sondern eine Hinwendung zu „Über-Aussagen“, etwa Gott sei „überseiend“ oder „übergut“. Letztlich sind aber auch die Über-Aussagen nur Hilfsmittel und nicht Tatsachenbehauptungen über das Wesen Gottes.
Hierbei handelt es sich nicht nur um einen Argumentationsgang zur Begründung der negativen Theologie, nicht nur um eine abstrakte Theorie der Erkenntnislehre. Vielmehr beschreibt Pseudo-Dionysius einen kontemplativen Erkenntnisprozess, den der Gottsucher zu vollziehen hat. Das Ziel ist die Verbindung der durch den Prozess emporgehobenen Seele mit dem Göttlichen. Dabei führt der Weg zunächst mittels des positiven Ansatzes vom Erhabenen zum Niedersten und dann mittels des negativen Ansatzes in die umgekehrte Richtung. Den Anfang bildet die Betrachtung der positiven („kataphatischen“) Theologie, die positive Aussagen über Gott macht, indem sie ihm Attribute zuweist. In der ersten Phase des Erkenntnisprozesses werden die verschiedenen Arten von möglichen positiven Aussagen zum Gegenstand der Kontemplation gemacht. Das ist für den Betrachter ein Weg des Abstiegs, der von dem, was Gott am ähnlichsten ist (Begriffe wie „das Hohe“, „das Erste“, „das Überragende“), abwärts führt zu dem, was Gott am fremdesten ist und doch einen Teil seiner Schöpfung bildet: Unbelebtes und Untugend. Dort, im Bereich der größten Gottferne, findet die Umkehr statt. Nun wird der Weg der Verneinung beschritten. Dabei beginnt der Betrachter mit dem Letzten und Untersten (unbelebte Materie, niedere Gemütsbewegungen), indem er es bezüglich Gott negiert, und schreitet dann aufwärts, indem er alle Worte und Namen bis hin zu den höchstrangigen Begriffen wie Leben und Gutheit als Aussagen über Gott verwirft. Einen Ausweg scheinen die „Über-Aussagen“ zu bieten, doch auch sie können Gottes Wesen nicht erschließen und müssen daher negiert werden. Erst durch die letzte Negation, mit der man jede Art von Bestimmungen übersteigt, macht man in der Annäherung an die göttliche Wirklichkeit den entscheidenden Schritt: Man identifiziert die Namenlosigkeit mit dem „unaussprechlichen Namen“, welcher der Grund aller Namen und Benennungen ist und als solcher alle Namen vereinigt. Somit führt die konsequente Negation, die Vollendung der Entleerung, zur vollendeten Fülle. Absolute Leere und absolute Fülle erweisen sich dem Betrachter als identisch.
Dieser Kontemplationsprozess wird als zunehmend subtiler Vorgang der allmählichen Befreiung vom Hinderlichen aufgefasst. Mit dem schrittweisen Vollzug der Negationen vollbringt die Seele einen Aufstieg, der sie von der vertrauten Gedankenwelt abbringt und so zu Gott hinführt. Der nach Erkenntnis Strebende gelangt zur Einsicht in sein eigenes Nichtwissen und Nichterkennen. Die Betrachtung des Unzulänglichen führt ihn zur Wortlosigkeit und damit zum Schweigen. Seine Bemühungen, mittels der auf Sinneswahrnehmungen fußenden Vorstellungen und davon ausgehenden diskursiven Denkprozesse ans Ziel zu gelangen, sind gescheitert. Solches Scheitern erweist sich als Voraussetzung dafür, dass man eine authentische Beziehung zum transzendenten Gott erlangt. Angestrebt wird letztlich die Einung (hénōsis) des Menschen mit Gott.

## Mittelalter
Für das mittelalterliche Verständnis von Kontemplation wurde die Auffassung des Augustinus wegweisend. Seine Interpretation der biblischen Begebenheit mit Maria und Martha bildete die theologische Grundlage für die Überzeugung, dass die vita contemplativa, das der Betrachtung gewidmete Leben, die beste Form des christlichen Daseins sei. Die vita activa galt als bestenfalls zweitrangig, unter Umständen sogar als suspekt oder als Irrweg. Diese Einstellung dominierte im Mittelalter. Das 12. Jahrhundert war die Blütezeit der augustinischen Kontemplationslehre, die nun weiter ausgearbeitet und scharf formuliert wurde.
Gängig war im Mittelalter eine schon zur Zeit der Kirchenväter vorgenommene Bestimmung des Verhältnisses der Lebensformen zu den Tugenden. Dem tätigen Leben ordnete man die vier Kardinaltugenden Gerechtigkeit, Mäßigung, Tapferkeit und Klugheit zu, dem kontemplativen Leben die „theologischen Tugenden“ Glaube, Hoffnung und Liebe.

### Gregor der Große
Neben Augustinus galt der Papst und Kirchenvater Gregor der Große († 604) im Mittelalter als maßgebliche Autorität für die Beurteilung der beiden Lebensweisen. Er befasste sich in seinen Schriften oft mit diesem Thema, wobei es ihm vor allem um die Frage ging, wie sich kirchliche Amtsträger und Prediger dazu stellen sollten. Gregor befand, das aktive Leben habe dem kontemplativen zeitlich vorauszugehen, doch das kontemplative sei verdienstlicher. Die Hand symbolisiere die Aktion, der Flügel die Kontemplation. Beide seien Gnadengaben: die Aktivität des Dienstes am Nächsten als unumgängliche Pflichterfüllung und als Knechtschaft, die auf Gott ausgerichtete Beschaulichkeit als Frucht einer freien Entscheidung und Ausdruck von Freiheit. Man könne auch ohne Kontemplation die ewige Seligkeit erlangen, keinesfalls aber ohne das pflichtgemäße Handeln. Gregor trat für einen Wechsel zwischen den beiden Verhaltensweisen ein; er empfahl, von der Tätigkeit zur Beschauung überzugehen, dann aber wieder zur Tätigkeit zurückzukehren, für die man nach dem kontemplativen Erleben, das im Herzen eine Flamme entzünde, besser gerüstet sei als zuvor.
Das Wesen der kontemplativen Betrachtung sah Gregor darin, dass der, der sich ihr widme, sich von jeder äußeren Tätigkeit ausruhe und sich der Sehnsucht nach dem Schöpfer hingebe. Ein solches Ausruhen fasste er aber nicht als passiv auf, vielmehr ist das kontemplative Leben für ihn voll von innerer Aktivität. Als Symbol für die „Unschuld“ des tätigen Lebens bezeichnete Gregor das Lamm, als Symbol der Betrachtung die Ziege, die oft am höchsten und äußersten Felsen „hängend“ weidet. Den Aufstieg gliederte er in drei Stufen: Erst sammle sich der Geist in sich, dann gewinne er Einsicht in sein Gesammeltsein und schließlich steige er über sich hinaus und gelange zur Gottesschau, bei der die Seele aus der Welt hinausgerissen werde. Die Gottesschau sei nur wenigen und nur kurzzeitig erreichbar. Gregor übernahm die bereits etablierte Deutung der beiden Frauenpaare Lea/Rachel und Martha/Maria als Verkörperungen der vita activa und der vita contemplativa.

### Zisterzienser
In der Literatur der Strömung, die von der Spiritualität des Zisterziensers Bernhard von Clairvaux († 1153) geprägt war, fand die verbreitete Verachtung einer auf Weltliches abzielenden vita activa einen markanten Ausdruck. Jede Aktivität, die nicht letztlich der Gottesbetrachtung dient, galt als Ablenkung vom eigentlich Wesentlichen und als Beschäftigung mit Minderwertigem. Nach der Sichtweise dieser Schule steht dem Stand der Betrachtenden, die Marias Vorbild folgen, der Stand der Tätigen gegenüber. Unter den Tätigen sind die Prediger, die sich der Verbreitung und Festigung des Glaubens widmen, diejenigen, deren Muster Martha ist. Ihnen gebührt Anerkennung, wenngleich ihr Dienst nur zweitrangig ist. Die übrigen Tätigen aber, die Erwerbstätigen, suchen und lieben das wertlose Irdische. Den Gegenpol zu solchem nichtsnutzigem Streben bildet die Lebensweise der Ordensleute und Einsiedler. Das kontemplative Erkennen dieser Asketen ist eine beseligende Schau der überweltlichen Wirklichkeit, zu der sie nur gelangen können, weil sie alles Weltliche vergessen haben und die Welt verachten. Für Bernhard von Clairvaux ist contemplatio die „wahre und reine Schau des Geistes, bezogen auf ein beliebiges Objekt“, eine „zweifelsfreie Erfassung des Wahren“. Sie schafft unmittelbar Gewissheit, im Gegensatz zur consideratio, der Betrachtungsweise des untersuchenden, erwägenden Forschers, der etwas mittels der Vernunft herausfinden will. Die kontemplativen Höhenflüge sind allerdings zeitlich begrenzt. Dem Aufstieg muss zwangsläufig die Rückkehr in das weltliche Dasein folgen, da der Mensch ein irdisches Wesen ist und als solches auch irdische Aufgaben hat. Nach einer Predigt Bernhards gehören Kontemplation und Aktion notwendigerweise zusammen, so wie Maria und Martha als Schwestern beieinander wohnen. Sie sind aber keineswegs gleichwertig. Ihr Verhältnis ist dadurch charakterisiert, dass der kontemplative Aufstieg beglückt und die Rückwendung zum Irdischen als Sturz erlebt wird. Kontemplation wird als Segen empfunden, Aktion als Notwendigkeit akzeptiert.

### Viktoriner und Kartäuser
Der Theologe Hugo von St. Viktor († 1141), der mit seiner Lehrtätigkeit und seinen Schriften die Schule der Viktoriner begründete, formulierte in seinem „Studienbuch“, dem Didascalicon, das viktorinische Bildungsprogramm. Er unterschied fünf Stufen, auf denen sich das Leben der Gerechten zur zukünftigen Vollkommenheit erhebe. Die erste Stufe sei das Studium oder die Belehrung, die zweite die Meditation, die dritte das Gebet, die vierte das Handeln und die fünfte die Kontemplation. In der Kontemplation habe man – gewissermaßen als Frucht der vorangehenden vier Stufen – schon in diesem Leben einen Vorgeschmack des zukünftigen himmlischen Lebens.
Richard von St. Viktor († 1173), ein Schüler Hugos und führender Theologe der viktorinischen Richtung, formulierte eine Theorie der Kontemplation, wobei er auf Gedanken seines Lehrers zurückgriff. Er unterschied wie schon Hugo bei der Erkenntnis drei geistige Akte: cogitatio (Denken), meditatio („Nachsinnen“, nicht Meditation im heutigen Sinn) und contemplatio (kontemplatives Betrachten). Unter cogitatio verstand er ein spontanes, ungeordnetes Nachdenken aus Neugier, das zum Abschweifen neigt. Es ist mühelos, aber unfruchtbar. Solchem Denken überlegen ist die meditatio, ein zielgerichtetes Forschen um der Wahrheitsfindung willen. Sie erfordert Konzentration; der Geist hat sich anzustrengen. Somit stellt die meditatio eine menschliche Leistung dar. Sie ist mühevoll, aber fruchtbar. Über ihr steht die Kontemplation als Erkenntnisweise der reinen intuitiven Einsicht. Sie ist mühelos und zugleich fruchtbar, ein „freier Flug“, mit dem der Erkennende staunend und verstehend die Wirklichkeit erfasst. Das Denken kriecht, das Nachsinnen geht oder läuft, die Betrachtung fliegt um alles herum. Bei diesen drei geistigen Akten handelt es sich um Stufen, die nacheinander in einer aufsteigenden Folge erreicht werden. Der Übergang von einer Stufe zur nächsthöheren findet statt, indem der Erkennende jeweils an die Grenzen des im gegebenen Rahmen Erreichbaren gelangt und dann seine bereits vorhandene Erkenntnisfähigkeit so intensiviert, dass sie in eine höhere umgewandelt wird. Wenn man bis zur Grenze dessen voranschreitet, was auf einer Stufe möglich ist, kommt es zur Selbstaufhebung dieser Stufe und damit zum Aufstieg.
Richard definierte die Kontemplation als freie (nicht erzwingbare), mit Bewunderung verbundene Einsicht des Geistes in die Selbstdarstellung der Weisheit, oder – mit Berufung auf Hugo – als den klaren und freien Blick des Geistes, der sich überallhin zu den Erkenntnisobjekten ergießt. Er konstatierte, die Ausdrücke contemplatio und speculatio würden gewohnheitsmäßig synonym gebraucht, doch sei es angemessener, sie voneinander abzugrenzen: Von speculatio sei zu sprechen, wenn man etwas wie in einem Spiegel wahrnehme, von contemplatio, wenn man die Wahrheit gänzlich unverhüllt in ihrer Reinheit sehe.
Innerhalb der contemplatio unterschied Richard sechs hierarchisch geordnete Arten der Betrachtung, die er gemäß der Einteilung der geistigen „Erkenntnisvermögen“ (Fähigkeiten zur Erkenntnis) abgrenzte. Dabei fasste er die sechs Betrachtungsweisen als aufeinanderfolgende Schritte des Aufstiegs auf dem Erkenntnisweg auf. Ausführlich und systematisch beschrieb er den Aufstiegsweg in seinem Traktat Beniamin maior.
Nach dieser Darstellung ist die erste Form der Kontemplation auf die Sinnesobjekte ausgerichtet und von deren unmittelbarem Eindruck bestimmt. Die empfangenen Eindrücke werden nicht geordnet und analysiert, sondern nur affektiv aufgenommen. Das Wahrgenommene wird auf den Schöpfer zurückgeführt, und daraus erwächst ihm gegenüber die emotionale Haltung von Verehrung und Staunen. Das Erkenntnisvermögen, dem diese Gestalt der Betrachtung entspringt, ist die Vorstellungskraft (imaginatio). Es ist Kontemplation „in der Vorstellungskraft und gemäß der Vorstellungskraft“. Sie ist in sieben Unterstufen gegliedert. Die zweite Stufe hat denselben Gegenstandsbereich wie die erste, unterscheidet sich aber von ihr in der Verarbeitung der empfangenen Eindrücke. Diese werden nun mittels des diskursiven Denkens in ihren metaphysischen Zusammenhang eingeordnet. Dabei erkennt der Betrachter die Entsprechung der rationalen Struktur seiner Erkenntnis zur Rationalität des Seienden, eine Übereinstimmung, die darauf beruht, dass beide aus demselben absoluten Grund stammen. Das ist Kontemplation „in der Vorstellungskraft und gemäß dem Verstand“. Auf der dritten Stufe wird mittels des Verstandes die Entsprechung zwischen Sichtbarem und Nichtsichtbarem erfasst. Hier findet Kontemplation „im Verstand gemäß der Vorstellungskraft“ statt. Damit wird ein Erkenntnisaufstieg vom Sichtbaren zum Nichtsichtbaren möglich. Dabei gewinnt der Betrachtende Einsichten, die nicht mehr imaginativ vorgestellt werden können. Sie bilden die Ausgangsbasis für die vierte Form der contemplatio, die sich „im Verstand und gemäß dem Verstand“ vollzieht. Mit der vierten Art der Annäherung an die Wahrheit gelangt man schlussfolgernd zu Ergebnissen, die gänzlich von der bildhaft erfassbaren Empirie abgelöst sind. Der menschliche Geist bezieht sich erkennend auf sich selbst, und in dieser Selbstbezüglichkeit gelangt der Mensch zum intensivsten Vollzug seiner geistigen Anlage. Diese Erkenntnisweise, der Modus des reinen Denkens, geht nicht mehr von Vorstellungen aus, die aus der Materialität des Sichtbaren abgeleitet sind, sondern von Begriffen. Man muss dabei stets an der nunmehr erreichten Abstraktion festhalten. Auf der fünften Stufe, der Kontemplation „oberhalb des Verstandes, aber nicht jenseits des Verstandes“, werden Einsichten gewonnen, zu denen der Mensch nicht durch seine Vernunft, sondern nur durch göttliche Gnade gelangen kann. Sie widersprechen der Vernunft aber nicht, sondern stehen mit ihr im Einklang. Die sechste Stufe beschreibt Richard als eine Erleuchtungserfahrung (irradiatio), eine Kontemplation „oberhalb des Verstandes“, die der Verstand nicht mehr nachvollziehen kann. Die so gewonnene Erkenntnis findet daher im Denken keine Stütze und ist nicht begrifflich angemessen darstellbar. Sie steht aber in Kontinuität zu den ihr vorangehenden rationalen Erkenntnisformen und ist deren konsequente Fortführung. Alle sechs Stufen sind Bestandteile eines einzigen Prozesses.
Ähnlich wie das Modell der Viktoriner ist das wohl noch vor der Mitte des 12. Jahrhunderts entwickelte des Kartäusers Guigo II. aufgebaut. Er beschrieb es in der Briefabhandlung Scala claustralium (Leiter für Ordensleute), die auch unter dem Titel Brief über das kontemplative Leben bekannt ist und zu den meistgelesenen spirituellen Schriften des Mittelalters zählt. Guigo gliederte die Übungspraxis in die vier Stufen Lesung, Meditation, Gebet und Kontemplation. Die vier Glieder betrachtete er als die Stufen einer Leiter, die Mönche und Nonnen nach dem Vorbild der biblischen Jakobsleiter von der Erde bis in den Himmel führen sollte. Die Kontemplation bestimmte Guigo als „Erhebung des Gott anhangenden Geistes über sich hinaus, wobei er die Freuden der ewigen Süße schmeckt“.

### Scholastik
Im Spätmittelalter wurden die herkömmlichen Lehren über das kontemplative Leben im Wesentlichen unverändert übernommen, so etwa im Lukas-Kommentar Alberts des Großen († 1280), eines sehr einflussreichen Gelehrten. Albert legte die Maria-Martha-Erzählung des Evangelisten Lukas breit im traditionellen Sinne aus. Allerdings nahm die Bedeutung dieses Konzepts einer intuitiven Kontemplation ab, denn die spätmittelalterliche Geisteswelt war stark vom Diskurs scholastischer Denker geprägt, die von einem anderen Ansatz ausgingen. Sie meinten, zuverlässige Erkenntnis sei „spekulativ“ mit den Mitteln der aristotelischen Logik zu erreichen. In diesem Kontext verstand man unter „Betrachtung“ eine wissenschaftliche Bemühung um Erkenntnis. Unter dem Einfluss der lateinischen Aristoteles-Übersetzungen trat neben den herkömmlichen Begriff der intuitiven Kontemplation ein diskursiver, der aus der aristotelischen Philosophie stammte und in die philosophische und theologische Literatur eindrang. Bei der Darstellung der „klassischen“ Kontemplationslehre bezeichneten die scholastischen Autoren mit contemplatio zwar weiterhin die Schau Gottes, das Leben um dieser Schau willen und das Glück, das aus ihr fließt, doch war ihnen auch das aristotelische Konzept von „Betrachtung“ als wissenschaftlicher Tätigkeit vertraut. Sie wussten, dass die lateinischen Adjektive contemplativus und speculativus in den Übersetzungen für dasselbe griechische Wort (theōrētikós) stehen und daher austauschbar sind, ebenso wie die Verben contemplari und speculari, die das griechische theōreín wiedergeben. Alle diese Wörter dienten nun in der Philosophie und auch in theologischen Schriften zur Bezeichnung eines „spekulativen“, aus Folgerungen der Vernunft bestehenden Erkenntnisvorgangs im aristotelischen Sinn. Allerdings wurden dabei auch gewisse Unterscheidungen vorgenommen. So verwendete der führende Scholastiker Thomas von Aquin († 1274) den Ausdruck contemplativus dort, wo es ihm auch um die affektive Seite und den Willensaspekt der Erkenntnis ging, und speculativus dort, wo er nur den rein intellektuellen Aspekt ins Auge fasste. Außerdem unterschied Thomas nach dem Erkenntnisobjekt zwischen Spekulation und Kontemplation. Nach seiner Definition ist unter speculatio der Akt zu verstehen, mit dem jemand das Göttliche in den geschaffenen Dingen „wie in einem Spiegel“ betrachtet, und unter contemplatio der Akt, mit dem Gott „in sich selbst“ vom Menschen betrachtet wird.
Thomas war der Ansicht, dass der Mensch, „insoweit er kontemplativ ist“, eine gleichsam übermenschliche Qualität erhalte. Als kontemplativ Betrachtender sei er „etwas über dem Menschen“ und nähere sich der Daseinsweise der Engel an. Thomas verglich dieses Verhältnis zwischen Engel und Mensch mit dem Verhältnis zwischen dem verständig handelnden Menschen und einem Tier, das dank seiner „Einschätzungskraft“ einen Sachverhalt erkennt und dann zweckmäßig reagiert.

### Bonaventura
Der Franziskaner Bonaventura (1221–1274) gliederte in seinem Itinerarium mentis ad deum (Pilgerweg des Geistes zu Gott) den Aufstieg der Seele zu Gott in sechs Stufen, wobei er das Konzept Richards von St. Viktor aufgriff und abwandelte. Nach Bonaventuras Modell ist die erste Stufe die Betrachtung Gottes durch seine „Spuren“ in der Welt der sinnlich wahrnehmbaren Dinge, in denen die Macht, Weisheit und Güte des Schöpfers aufleuchtet. Auf der zweiten Stufe wird Gott im Spiegel der sinnlich erfahrbaren Dinge nicht „durch“ diese wie aus Spuren betrachtet, sondern „in“ ihnen, insofern er in ihnen anwesend ist. Hier wird Gott in allen Geschöpfen wahrgenommen. Auf der dritten Stufe wendet sich der Betrachter seinem eigenen Geist zu, in dem ihm ein Abbild Gottes entgegenleuchtet. Wenn er darauf die vierte Stufe erreicht, schreitet sein Geist nicht mehr wie auf der dritten Stufe durch sich hindurch, sondern betrachtet den göttlichen Urgrund so, wie er ihn in sich selbst findet. Dies gelingt nur, wenn die Seele sich vollkommen von den Sinnesobjekten abgewandt hat und zur Betrachtung ihrer selbst und der ewigen Wahrheit in ihrem Inneren gelangt ist. Dazu ist erforderlich, dass die „inneren Sinne“, die infolge der Hinwendung der Seele zum Irdischen ihre Funktionsfähigkeit eingebüßt haben, mit göttlicher Hilfe wiederhergestellt werden. Wer zur fünften Stufe emporgestiegen ist, der betrachtet Gott nicht in der Außenwelt oder in sich selbst, sondern „über“ sich, das heißt im Hinblick auf das göttliche Sein. Hier wird die Einheit Gottes zum Gegenstand der Kontemplation. Auf der sechsten Stufe wird Gott als das höchste Gut ins Blickfeld genommen.

### Meister Eckhart
Meister Eckhart († 1327/1328) deutete die biblische Erzählung von den Schwestern Maria und Martha in Bethanien auf eine unkonventionelle, der herrschenden Lehrmeinung entgegengesetzte Art. Nach seiner Auslegung steht die aktive Martha spirituell höher als die kontemplativ zuhörende Maria. Martha war zwar mitten in den Sorgen der Welt tätig, aber unbekümmert, auf besonnene Weise und ohne dabei Gott aus dem Auge zu verlieren. So verband sie in ihrer Haltung die Vorzüge von Kontemplation und Aktion. Maria hingegen beschränkte sich auf die Kontemplation, da sie das rechte Handeln noch nicht gelernt hatte. Martha war die ältere der beiden Schwestern und hatte daher mehr Erkenntnis gewinnen können als die noch unerfahrene, auf kontemplativen Genuss ausgerichtete Maria. Drastisch illustrierte Eckhart den Vorrang des aktiven Einsatzes vor der Betrachtung in einem Traktat, in dem er auf die Ekstase Bezug nahm, die „Verzückung“, die dem Apostel Paulus zuteilgeworden war. Wer im Zustand einer solchen Ekstase ist, der soll – so Eckhart – von ihr ablassen, wenn er von einem kranken Menschen weiß, der einer Suppe bedarf, denn die Versorgung des Kranken ist wichtiger.

### Johannes Tauler
Der als Prediger sehr geschätzte, stark von Eckhart beeinflusste Dominikaner Johannes Tauler († 1361) weigerte sich, das aktive Leben (wúrkent leben) gegenüber dem betrachtenden (schouwent leben) abzuwerten. Tauler lehrte, die Annahme einer objektiven Rangordnung der beiden „Weisen“ sei Ausdruck eines schädlichen Eigenwillens des Menschen. Es handle sich dabei um einen Irrweg, der von Gott wegführe. Wer sich nach eigenem Ermessen auf eine bestimmte „Weise“ festlege, die er für überlegen halte, der verschließe sich dem „weiselosen“ Wirken Gottes in seiner Seele. Keine Betätigung der Frömmigkeit sei an sich geringer als eine andere und Kontemplation sei nicht an eine bestimmte Lebensform gebunden. Die äußere Tätigkeit beeinträchtige das geistliche Leben nicht; das wirkliche Hindernis sei vielmehr die „Unordnung“ in den Werken. Tauler betonte den ethischen und spirituellen Wert der Arbeit einschließlich der gewöhnlichen Erwerbstätigkeit. Jeder solle dem „Ruf“ Gottes folgend seine Lebensform entsprechend seiner Veranlagung und Befähigung wählen. Den Gegensatz zwischen Aktion und Kontemplation hielt Tauler für scheinbar. Seiner Lehre zufolge sollen die beiden Verhaltensweisen eine Einheit bilden, die sich aus dem Einssein mit Gott ergibt. Wenn der Mensch mit Gott vereinigt ist, wirkt Gott selbst in ihm alles und bestimmt daher auch, wann ein Werk vollbracht werden soll und wann die Zeit für Beschaulichkeit ist. Nach Taulers Auslegung der Begebenheit mit Maria und Martha lobte Christus Maria nicht wegen ihrer Beschaulichkeit, sondern wegen der Tiefe ihrer Demut, und er tadelte nicht, dass Martha emsig war, sondern dass sie besorgt war und überdies seine Aufmerksamkeit auf ihr besorgtes Tätigsein lenken wollte. Daraus folgt für Tauler, dass man eine gute und nützliche Tätigkeit ausüben soll, wie es sich ergibt, unauffällig und in Stille; die Sorge soll man Gott überlassen.

### Jan van Ruusbroec
Der Theologe und Kontemplationslehrer Jan van Ruusbroec († 1381) beschrieb in seiner Schrift Brulocht ein geschlossenes System von drei Lebensformen, die er als die drei Stufen des Aufstiegs zu Gott und zur Vereinigung mit ihm auffasste. Es sind nach seiner Darstellung das werktätige „beginnende“ Leben, das jeder führen soll, das „innerliche“ Leben der begehrenden Suche nach Gott, zu dem viele befähigt sind, und das gottschauende Leben der Kontemplation, das nur wenige erreichen. Die zweite Stufe, das innerliche Leben, schilderte Ruusbroec am ausführlichsten. In dieser Lebensform sah er die Frucht einer Begnadung, die von oben her das ganze Wesen des Menschen durchdringe. Die Voraussetzung für ein solches Wirken der göttlichen Gnade sei, dass man sich dafür öffne und seine Kräfte sammle, um ihnen die Einkehr in die Einheit des Geistes zu ermöglichen.
Den Aufstieg betrachtete Ruusbroec als das Eingehen des Menschen auf das in ihm bereits Vorgegebene, auf sein eigenes Wesen und seine Begnadung durch Gott. Aus dieser Sicht ist das Beschreiten des Weges ein wachsender Nachvollzug dessen, was in der Natur des Menschen als Nachbild Gottes angelegt ist, wobei sich das Erleben immer mehr vertieft und zentralisiert. Dabei ist die Gnade das vermittelnde Prinzip zwischen Gott und Mensch, sie macht den Menschen gottähnlich und für das Ziel des Weges, die Einigung mit dem Urbild des Nachbilds, bereit. Auf der höchsten Stufe, im „schauenden“ Leben, erfährt der Betrachtende das Geheimnis der göttlichen Natur in einem Vorgang des bewussten, miterlebenden und mitvollziehenden Aufnehmens der Selbstmitteilung Gottes. So wird der Schauende in das göttliche Leben einbezogen. Mittels des geschaffenen Lichtes der Gnaden Gottes wird der Mensch befähigt, das ungeschaffene Licht zu schauen, das Gott selbst ist.

### „Gemischtes Leben“
Im spätmittelalterlichen theologischen Diskurs wurde das Konzept eines „gemischten“ Lebens (vita mixta) erörtert, in dem sich Kontemplation und Aktion mischen. Die vita mixta wurde als die besonders verdienstliche Lebensweise der Prälaten gepriesen. In diesem Sinne äußerte sich Johannes Gerson († 1429), ein Kritiker der scholastischen Theologie, der einer „mystischen Theologie“ den Vorzug gab. Er unterschied eine rein aktive, eine rein kontemplative und eine gemischte Lebensform. Ein rein beschaulich lebender Mensch sei der Kirche zwar sehr nützlich, da er Gott mit seinem Herzen diene, doch sei das gemischte Leben nach dem Vorbild von Mose und Christus das vollkommenste.

### Spätmittelalterlicher Humanismus
Die spätmittelalterlichen italienischen Humanisten griffen die Debatte über das Verhältnis von vita activa und vita contemplativa auf. Dabei knüpften sie an den antiken Diskurs an und bemühten sich gewöhnlich um eine Vereinigung der beiden Konzepte. Manche stellten die Aktivität über die Beschaulichkeit, andere waren gegenteiliger Ansicht. Dabei verstanden sie unter vita contemplativa nicht nur das ganz der Kontemplation gewidmete Leben der Mönche, das manche von ihnen kritisch beurteilten, sondern insbesondere auch das stille, zurückgezogene Dasein des Gelehrten im Gegensatz zum tätigen des politisch aktiven Staatsbürgers. Im 14. Jahrhundert dominierte noch der traditionelle Grundsatz des Vorrangs der betrachtenden Lebensweise, der für Francesco Petrarca (1304–1374) und Giovanni Boccaccio (1313–1375) selbstverständlich war. Ab der Zeit etwa um 1400 kam es jedoch zu einer Aufwertung des Handelns im Dienst der Gemeinschaft. Nachdrücklich machte sich nun die Überzeugung geltend, für eine gelungene Selbstverwirklichung des Menschen und „schöne“ Lebensgestaltung sei die Praxis der sozialen Tugend unerlässlich, ein zurückgezogenes Leben sei unzulänglich. Als ideal galt die harmonische Verbindung von Gelehrsamkeit und bürgerlichem Engagement. In einer 1399 verfassten Schrift über das Verhältnis von Rechtswissenschaft und Medizin trat der Florentiner Humanist und Politiker Coluccio Salutati (1331–1406) für den Vorrang des aktiven Lebens ein. Er machte geltend, Kontemplation sei auch eine Form von Aktion. Leonardo Bruni († 1444), ein Schüler Salutatis, forderte – mit Kritik an Boccaccios Auffassung – eine dem Staat zugewandte Haltung. Er meinte, die verbreitete Ansicht, ein echter Gelehrter habe auf Teilnahme am öffentlichen Leben zu verzichten, sei irrig. Als Vorbild stellte er seinen Lesern die Vereinigung von Philosophie und Politik im Lebenswerk Ciceros vor Augen. In diesem Sinne äußerte sich auch Giannozzo Manetti (1396–1459), der König Alfons V. von Aragón als Verkörperung des Ideals eines sowohl aktiven als auch kontemplativen Lebens verherrlichte. Weitere Wortführer dieser Richtung waren Matteo Palmieri (1406–1475), der Leonardo Bruni als Vorbild pries, und Giovanni Pontano (1429–1503), der die Vereinigung von öffentlichem Handeln und Kontemplation vor allem als Aufgabe des Herrschers betrachtete. In der zweiten Hälfte des 15. Jahrhunderts führte aber eine skeptischere Einschätzung der möglichen Ergebnisse politischen Handelns zu einem Umdenken. Enttäuschung über die politischen Entwicklungen, insbesondere über den Niedergang der republikanischen Verfassung in Florenz, bewog republikanisch gesinnte Intellektuelle zur Abwendung vom öffentlichen Leben. Ein geruhsames, beschauliches Dasein durch Beschränkung auf die private Sphäre erschien nun wieder als attraktiv oder sogar, wenn man unter einer Tyrannenherrschaft lebte, als alternativlos.
Der Humanist Lorenzo Valla († 1457) meinte, die Unterscheidung zwischen einem tätigen und einem beschaulichen Leben sei prinzipiell verfehlt. Es handle sich nicht um ein Gegensatzpaar, sondern um zwei einander ergänzende Aspekte derselben Lebenswirklichkeit. Mit dieser Stellungnahme wandte er sich gegen die angesehensten Autoritäten; er bekämpfte sowohl die aristotelische als auch die scholastische Tradition und verwarf auch die Positionen früherer und zeitgenössischer Humanisten. Gegen die herkömmliche Bevorzugung des beschaulichen Lebens wandte er ein, die Begründungen dafür seien nicht einleuchtend. Die Behauptung, Kontemplation sei die Quelle höchsten Glücks und mache den Menschen gottähnlich, treffe nicht zu. Es gebe keine rein geistige Freude, die sich fundamental von sinnlicher Lust unterscheide und wenigen Gelehrten und Asketen vorbehalten sei. Wie alle anderen Objekte und Tätigkeiten werde auch die Kontemplation nicht um ihrer selbst willen geliebt und angestrebt, sondern nur um der Lust willen, die man sich von ihr erhoffe. In dieser Lust sei nichts Göttliches, sie sei rein menschlich und von derselben Art wie sinnlicher Genuss. Alle Genussquellen seien gleichrangig. Lieben und genießen könne man den Wein, eine Frau, die Bildung, den Ruhm oder Gott, und das sei in allen Fällen für alle Menschen im Prinzip dasselbe, wenngleich das Ausmaß des Genusses von den jeweiligen Umständen abhänge. Die unerschütterliche Gemütsruhe, Unempfindlichkeit und Leidenschaftslosigkeit, die den Menschen als Seligkeit und Frucht der Kontemplation in Aussicht gestellt werde, sei in Wirklichkeit nicht erstrebenswert, sondern illusionär und naturwidrig. Außerdem machte Valla geltend, das philosophische und theologische Kontemplationsideal sei mit dem biblischen Gebot der Nächstenliebe unvereinbar.
Der Platoniker Marsilio Ficino (1433–1499), ein entschiedener Befürworter des Vorrangs der vita contemplativa, griff einen Gedanken auf, den der spätantike Mythograph Fabius Planciades Fulgentius vorgetragen hatte: Er bezog den Mythos vom Urteil des Paris auf die verschiedenen Lebensweisen. Dem antiken Mythos zufolge fiel dem Jüngling Paris die Aufgabe zu, das Urteil darüber zu fällen, welche der drei Göttinnen Aphrodite (Venus), Athene (Minerva) und Hera (Juno) die schönste sei, worauf alle drei versuchten, ihn mit Versprechungen zu bestechen. Nach der Auslegung des Fulgentius und Ficinos verbildlicht Juno die vita activa, da sie Paris die Herrschaft in Aussicht stellte. Venus, die ihn mit der Liebe der schönen Helena verlockte, steht für die vita voluptuosa, das der sinnlichen Lust gewidmete Leben. Minerva, die mit dem Geschenk der Weisheit für sich warb, ist das Sinnbild des kontemplativen Lebens. Diese mythologischen Personifikationen der drei Lebensweisen waren im Spätmittelalter geläufig. Sie sind in Buchillustrationen des 14. und 15. Jahrhunderts bildlich dargestellt.

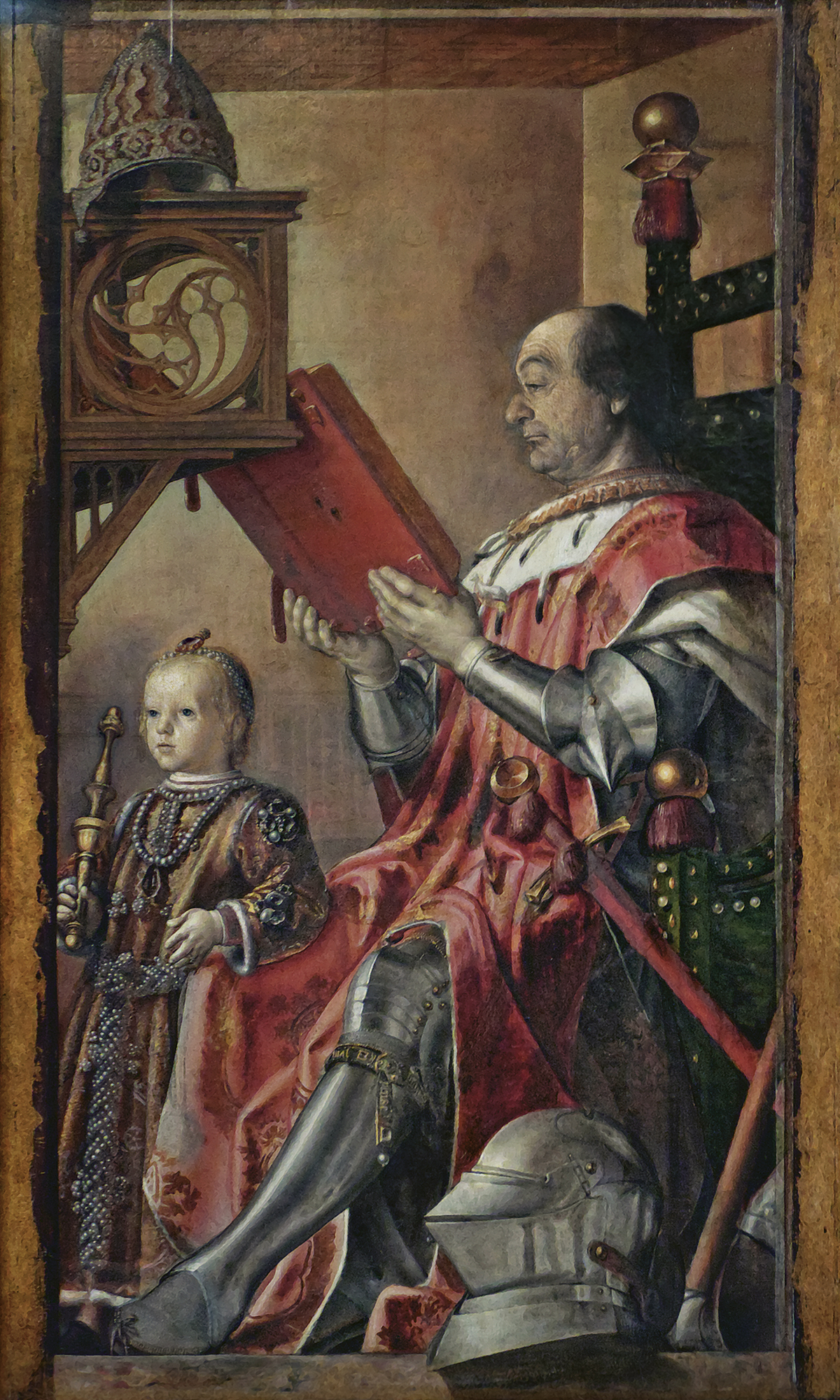
Porträt des Herzogs Federico da Montefeltro, das ihn als Verkörperung des Ideals der Einheit von vita activa und vita contemplativa zeigt. Urbino, Galleria Nazionale delle Marche

Der Politiker und Humanist Cristoforo Landino († 1498) verfasste den Dialog Disputationes Camaldulenses, dessen erstes Buch den Titel De vita contemplativa et activa (Über das kontemplative und das tätige Leben) trägt. Er widmete das Werk dem Herzog von Urbino, Federico da Montefeltro, der als einziger unter den Zeitgenossen die beiden Lebensarten vereinigt und sich in beiden den größten Ruhm erworben habe. In dem Dialog ließ Landino eine Gesprächsrunde von Wissenschaftlern, Künstlern, Humanisten und Politikern darüber diskutieren, welcher der beiden Lebenswege zu bevorzugen sei, der Dienst an Gesellschaft und Staat oder die Wahrheitssuche in der Wissenschaft. Das Ergebnis der Debatte war, dass der Vorrang zwar der Forschung – der eigentlichen Bestimmung des Menschen – gebühre, doch solle man auch der sozialen und politischen Betätigung den angemessenen Raum gewähren. Federico da Montefeltro teilte offenbar diese Einschätzung. Er ließ ein Staatsporträt von sich anfertigen, das die Erfüllung seiner doppelten Aufgabe illustrieren sollte. Das Gemälde zeigt den Herzog lesend in seinem Studierzimmer – er sitzt im Lehnstuhl und ist in die Lektüre eines großen Buches vertieft – und zugleich handlungsbereit: Er trägt eine schwere Rüstung und ist mit einem Schwert bewaffnet, womit auf seine erfolgreiche Karriere als Condottiere hingewiesen wird. Auf dem Boden steht sein Helm. Die Vereinigung von humanistischen Studien und politisch-militärischen Leistungen in einem sowohl betrachtenden als auch tätigen Leben entsprach einer in der Renaissance verbreiteten Vorstellung vom idealen Staatsmann. In der bildenden Kunst fand dieses Ideal vielfach Ausdruck.
Hinsichtlich des Verhältnisses von Lebensformen und Tugenden oder Fähigkeiten übernahmen die Humanisten die traditionelle Zuordnung der „moralischen“ Tugenden Gerechtigkeit, Mäßigung und Tapferkeit zur Aktion, während sie der Kontemplation die „intellektiven“ oder „spekulativen“ virtutes („Tugenden“ hier im Sinne von Fähigkeiten) zuwiesen: die geistigen Qualitäten, die man für den Erfolg in den studia humanitatis – dem humanistischen Bildungsprogramm – benötigte.

### Nikolaus von Kues
Auch der Philosoph und Theologe Nikolaus von Kues († 1464), der gewöhnlich latinisiert Cusanus genannt wird, setzte sich mit der Frage nach der höchsten Lebensform auseinander und arbeitete eine Theorie der Kontemplation aus. Dabei knüpfte er an das vorherrschende aristotelische Modell an und erweiterte es mit eigenen Überlegungen. Den Ausgangspunkt bildete der Befund, dass jeder die letzte Glückseligkeit (ultima felicitas oder beatitudo) erstrebe, und das sei für den Menschen diejenige, die seiner eigenen menschlichen Natur entspreche und in der höchsten Verwirklichung seiner ihm eigenen Möglichkeiten bestehe. Nach der cusanischen Philosophie ist die so definierte Seligkeit das oberste, letzte Ziel des Menschen. Daraus ergibt sich der Gesichtspunkt, unter dem die Frage nach der höchsten Lebensform zu stellen und zu beantworten ist: Es ist die Lebensweise, die zu dem Ziel führt. Erreicht wird das Ziel, wenn sich das menschliche Leben mit der Quelle vereinigt, aus der es selbst fließt und von der ihm die Seligkeit zukommt. Dabei handelt es sich um ein göttliches, ewiges Leben, an dem der Mensch Anteil hat. Somit geht es um die Einung (unio) des Menschen mit Gott und um einen Lebensvollzug, der darauf abzielt.
Die Einung als bewusster Akt setzt für Cusanus voraus, dass der Mensch den Schöpfer als seinen Ursprung erfasst und sich als dessen lebendiges Abbild begreift, das ebenso wie das Urbild unvergänglich ist. Selbsterkenntnis bedeutet Erkenntnis des einen absoluten Ursprungs allen Seins und der eigenen Verbundenheit mit ihm. Die vollendete Form solchen Erkennens ist die Gottesschau, „denn die Betrachtung oder Kontemplation oder Schau ist der vollkommenste Akt, der unsere höchste Natur, nämlich die intellektuelle, beglückt, wie auch Aristoteles zeigt“. Demnach ist die Kontemplation die wertvollste Betätigung des Menschen.
Die Instanz im Menschen, welche die Schau ermöglicht, steht für Cusanus über dem Verstand. Mit Verstand (ratio) ist die Kraft gemeint, welche die Sinneseindrücke mittels passender Begriffe ordnet. Der Verstand schafft Ordnung, indem er klassifiziert, einschließt und ausschließt und damit auch negiert – eine Leistung, zu der die Sinne nicht imstande sind. Dabei muss er das Unendliche aus seiner Betrachtung fernhalten, denn es übersteigt seinen Horizont. Alles verstandesmäßige Wissen beruht auf Vergleichen und ist somit auf Relatives bezogen. Daher kann der menschliche Verstand etwas Absolutes wie das Maximum oder das Unendliche nicht erfassen. Der Bereich des Göttlichen, dessen Merkmal die Unendlichkeit ist, bleibt ihm verschlossen. Der Mensch verfügt jedoch noch über eine weitere Fähigkeit, die Vernunft (intellectus), die weit über dem Verstand steht. Sie ist in der Lage, zum Begriff der Unendlichkeit und unendlichen Einheit zu gelangen.
Somit kann sich die Vernunft der göttlichen Wirklichkeit annähern. Als Hindernis stellt sich ihr dabei jedoch das paradoxe Verhältnis des Göttlichen zum Gegensätzlichen und Widersprüchlichen entgegen. Gott ist für Cusanus die „einfache Einheit“, in der – aus menschlicher Sicht – alle Arten von Entgegengesetztem (opposita) zusammenfallen („koinzidieren“), wodurch die Gegensätze aufgehoben werden. Dieses Prinzip der Koinzidenz der Gegenpole (coincidentia oppositorum) gilt paradoxerweise auch für die kontradiktorischen (widersprüchlichen) Gegensätze, die einander nach dem aristotelischen Satz vom Widerspruch ausschließen. Das ist für den Verstand absolut unannehmbar und stellt auch für die Vernunft ein Problem dar. Dennoch ist es eine Notwendigkeit, zu der das Denken gelangt. Die Koinzidenz steht – wie Cusanus es ausdrückt – als „Mauer“ zwischen der verstehenden Einsicht und dem göttlichen Urgrund. Gott bleibt unerreichbar, wenn es nicht gelingt, die Vorstellung der Widersprüchlichkeit zu übersteigen und das Paradox als Wirklichkeit zu erfassen. Erst hinter der Mauer kann Gott unverhüllt gefunden und gesehen werden. Wer zur göttlichen Wahrheit vordringen will, muss demnach die Pforte durchschreiten, durch die er hinter die Mauer gelangt. Dies ist grundsätzlich möglich, weil zwei Voraussetzungen erfüllt sind: Erstens ist der menschliche Geist ein Abbild Gottes und daher im Prinzip in der Lage, nicht nur zu begreifen, sondern auch das zu „sehen“, was allem Begreifen vorausgeht; zweitens zeigt sich Gott in der Kontemplation dem Betrachter, das heißt, er überführt die Möglichkeit, gesehen zu werden, in Wirklichkeit. Die eigene Bemühung des Gottsuchers ist aber unerlässlich; sie besteht in der intellektuellen Bewegung auf die Grenzen des begrifflichen Erkennens zu. Um die Gottesschau zu ermöglichen, muss der Geist sich selbst zum Absoluten hin übersteigen. Das Betrachten ist dem Begreifen überlegen, setzt aber den Erkenntnisprozess des begreifenden Intellekts als zuvor erbrachte Leistung voraus.
Obwohl Cusanus die Glückseligkeit als Endziel der menschlichen Bemühungen bestimmte, fasste er den Prozess der Annäherung an dieses Ziel als intellektuellen Vorgang auf. Die Kontemplation bezeichnete er als „intellektuelle Schau“ (visio intellectualis). Seine Philosophie führte nicht zum Verzicht auf die denkerische Aktivität zugunsten eines affektiven Erlebens. Dazu bemerkte er, man erhebe sich zwar „unwissend“ zu Gott, doch dazu sei nur die intellektive Kraft imstande, nicht der Affekt. Der Affekt werde durch Liebe bewegt, Liebe setze aber voraus, dass eine auf ihr Objekt bezogene Erkenntnis bereits vorhanden sei. Man könne etwas nur lieben, wenn man erkannt habe, dass es gut sei.
In seinem letzten Werk, De apice theoriae (Über den Gipfel der Betrachtung), bestimmte Cusanus das eine „Können“ als das Einfache, auf das sich die Gesamtheit der vielgestaltigen und wechselhaften Dinge zurückführen lasse. Auf dieses Vorausgesetzte solle man hinblicken.
Die Erzählung von Martha und Maria legte Cusanus im Sinne seiner Erkenntnistheorie aus. Er meinte, Martha repräsentiere den Verstand, Maria die Vernunft und Jesus sei die Wahrheit. Nach seiner Auslegung lässt sich Martha durch vieles in Unruhe bringen und sorgt sich um vieles, wie es die Gewohnheit des Verstandes ist, die eine Folge seiner Unzulänglichkeit ist. Wegen dieses Ungenügens beschwert sich Martha bei Jesus und bittet ihn, Maria zur Hilfe herbeizurufen. Maria hingegen sitzt zu Füßen des Herrn, achtet nur auf ihn und lässt alle Sorgen hinter sich. Das entspricht der Natur des Intellekts, denn die Vernunft ist in der Lage, sich von der Vielheit, vom Instabilen und Unruhigen zu trennen und sich ganz auf „das Eine“ – die einheitliche, unwandelbare Wahrheit – auszurichten. Diese Orientierung ist das „Bessere“, das Maria erwählt hat, wie Jesus feststellt.

### Hesychasmus
Eine Sonderform der Kontemplation ist der Hesychasmus, eine spirituelle Praktik, die im Mittelalter von orthodoxen byzantinischen Mönchen entwickelt wurde und in der Orthodoxie bis zur Gegenwart hohes Ansehen genießt. Nach der hesychastischen Literatur ist das Ziel der Praktizierenden, der Hesychasten, die Erlangung und Bewahrung der hesychia, einer inneren „Ruhe“ oder „Stille“, die mit völligem Seelenfrieden verbunden ist. Dazu sind beharrliche, systematische Bemühungen im Rahmen einer speziellen Gebetspraxis erforderlich. Die betenden Hesychasten wiederholen über lange Zeiträume das Jesusgebet und setzen als Hilfsmittel zur Förderung der Konzentration eine Atemtechnik ein. Die hesychia gilt als Voraussetzung für das Erleben einer besonderen göttlichen Gnade, der Wahrnehmung des ungeschaffenen Taborlichts in einer Vision. Im ungeschaffenen Licht soll Gott selbst anwesend und sichtbar sein. Seit dem 14. Jahrhundert ist die von Gregorios Palamas geschaffene theologische Grundlage des Hesychasmus, der „Palamismus“, Bestandteil der verbindlichen Lehre der griechischen Orthodoxie.
Die mittelalterliche hesychastische Bewegung hatte ihr Zentrum in den Klöstern und Skiten auf dem Berg Athos. In ihrer Blütezeit im Spätmittelalter breitete sie sich auch in den nördlichen Balkanraum und nach Russland aus. Nach dem Untergang des Byzantinischen Reichs im 15. Jahrhundert setzten russische Mönche die hesychastische Tradition fort.

## Neuzeitliches Christentum
Im neuzeitlichen Christentum wird der Begriff Kontemplation oft ungefähr gleichbedeutend mit Meditation verwendet, wobei aber Kontemplation als Gegensatz zu Aktion stärker den Aspekt der Beschaulichkeit und Zurückgezogenheit akzentuiert. Daneben blieb jedoch in der Frühen Neuzeit die schon im Mittelalter entwickelte Unterscheidung präsent, der zufolge in der Meditation die verschiedenen Seelenkräfte tätig bleiben, während sie in der Kontemplation zur Ruhe kommen.

### Römisch-katholische Kirche
In der römisch-katholischen Kirche bezeichnet man eine Ordensgemeinschaft als „kontemplativ“ oder „beschaulich“, wenn ihre Angehörigen, die meist in der Klausur eines Klosters leben, sich überwiegend dem kirchlichen Stundengebet und der Betrachtung (Kontemplation) widmen. Durch ihre Ausrichtung unterscheiden sich solche Gemeinschaften von denen der vita activa.
Zu den beschaulichen Orden gehören die Unbeschuhten Karmeliten, ein von den später heiliggesprochenen Gründerpersönlichkeiten Teresa von Ávila (1515–1582) und Johannes vom Kreuz († 1591) hervorgebrachter Reformzweig des Ordens der Karmeliten. Teresa von Ávila fasste die Kontemplation als „Arbeit“ (spanisch trabajo) auf, die für Gott dem Dienst im tätigen Leben gleichwertig sei. In der karmelitischen Kontemplation steht der affektive Aspekt im Vordergrund, man pflegt das Zwiegespräch der Seele mit Gott. Verbreitet ist in der karmelitischen Literatur seit dem 16. Jahrhundert die Unterscheidung zwischen Meditation und Kontemplation, wobei die Kontemplation als die höhere Stufe gilt, die an die Meditation anschließt. Das Meditieren soll eine Haltung erzeugen, die als Voraussetzung für Kontemplation betrachtet wird. Unter Kontemplation verstehen die karmelitischen Autoren eine Erkenntnisweise, die in einem einfachen Akt der Schau der Wahrheit oder im ruhigen Verweilen beim Erkenntnisgegenstand besteht. Sie unterscheiden zwischen einer „erworbenen“ und einer „eingegossenen“ Kontemplation. Die erworbene hat aktiven Charakter, sie ist ein Erlebnis, das durch eigene Anstrengungen mit Hilfe der Gnade erlangt werden kann. Die eingegossene ist eine passiv empfangene Erfahrung, bei der Gott von innen her in der Seele tätig wird. Außerdem wird bei der eingegossenen Kontemplation zwischen einer vollkommenen und einer unvollkommenen Form unterschieden, und im Lauf der Zeit haben karmelitische Autoren noch weitere Begriffe und Unterteilungen eingeführt. Im modernen Karmel wird seit dem 20. Jahrhundert die scholastische Systematisierung der Kontemplationslehre durch die Autoren des 17. und 18. Jahrhunderts eher kritisch gesehen; man orientiert sich lieber an den Ursprüngen, an den Gründerpersönlichkeiten Teresa von Ávila und Johannes vom Kreuz.
Auch der einflussreiche geistliche Autor und Ordensgründer Franz von Sales (1567–1622) unterschied zwischen Meditation und Kontemplation. Er verglich die Meditation mit dem Herumfliegen der Bienen, die Nektar sammeln, und die Kontemplation mit dem Genuss des Honigs im Bienenstock. Meditation sei anstrengend, Kontemplation mühelos und freudig. Kontemplation sei keine Anfängersache, sondern setze Geübtheit im Meditieren voraus. Franz lehrte eine Meditations- und Kontemplationsweise, deren Kernelemente sich auch in weiten Laienkreisen verbreiteten. Dabei wurde die Vorstellung der Allgegenwart Gottes und insbesondere seiner Gegenwart im eigenen Herzen des Betrachtenden kultiviert. In den spirituellen Strömungen des 17. und 18. Jahrhunderts erlangte die Übung der Gegenwart Gottes große Bedeutung. Sie fand auch außerhalb der katholischen Welt Wertschätzung.
Bedeutende kontemplative Impulse gingen auch von Ignatius von Loyola (1491–1556), dem Gründer der Ordensgemeinschaft der Jesuiten, aus. Bei den Jesuiten nehmen geregelte geistliche Übungen (Exerzitien) einen wichtigen Raum ein. Die vom Ordensgründer eingeführten Exercitia spiritualia dienen als grundlegendes Instrument der Schulung von Gedächtnis, Verstand und Willen. Diese durch präzise Anweisungen festgelegten Übungen sollen zur vollendeten Selbstbeherrschung und Ausrichtung auf den Willen Gottes führen und damit auch zu effizientem Handeln im Dienst des Ordens und der Kirche befähigen. Sie werden möglichst in zeitweiliger Abgeschiedenheit ausgeführt. Der Übende hat mit seiner konzentrierten Vorstellungskraft Phantasiebilder zu erzeugen, die ihn zusammen mit entsprechenden Überlegungen zu einer bewussten Entscheidung zur Aktion bringen sollen.
Eine Variante des Disputs um Wert und Rang von Aktion und Kontemplation war der Streit um den sogenannten Quietismus im späten 17. Jahrhundert. Dieser Begriff bezeichnet spirituelles Gedankengut, das damals von einigen katholischen Persönlichkeiten hauptsächlich in Italien, Spanien und Frankreich verbreitet wurde, aber auch in protestantischen Ländern Anklang fand. Zu den bekanntesten Persönlichkeiten, die dieser Strömung zugerechnet und ihrer Verbreitung angeschuldigt wurden, zählen Miguel de Molinos, Madame Guyon und François Fénelon, der zeitweilig einflussreiche Erzbischof von Cambrai. Gemeinsam war ihnen die Forderung, Gott um seiner selbst willen und nicht um eines Lohnes willen zu lieben. Damit verband sich eine Abwertung aller menschlichen Bemühungen und Taten aus eigenem Antrieb. Es wurde gelehrt, man solle nichts von sich aus anstreben, vielmehr sich ganz Gottes Willen hingeben und ihn handeln lassen. Molinos trat für einen „inneren Weg“ ein, ein kontemplatives, wortloses „Gebet der Ruhe“. Damit könne man sich die erwünschte passive, empfängliche Haltung aneignen und Seelenruhe erlangen. Der innere Weg stehe allen Gläubigen offen. Anfänglich billigte die katholische Kirche diese Ideen, doch später verdammte sie „quietistische“ Thesen als Irrlehren und die Inquisition verfolgte Personen, die des Quietismus verdächtigt wurden. Molinos wurde 1685 festgenommen, seine Lehre wurde 1687 von Papst Innozenz XI. verurteilt. Er wurde der Häresie für schuldig befunden und blieb bis zu seinem Tod 1696 in Haft. Im Jahr 1699 folgte die Verurteilung einzelner Sätze Fénelons durch Papst Innozenz XII., doch wurde Fénelon nicht als Häretiker eingestuft und durfte sein kirchliches Amt behalten. Der Streit um den Quietismus und dessen kirchliche Verdammung führte in der katholischen Welt zu einer generellen Diskreditierung von Formen kontemplativer Spiritualität, die nun als suspekt galten. Außerhalb des Katholizismus schadete das Vorgehen der Inquisition dem Ansehen der katholischen Kirche.
Der Trappist und Schriftsteller Thomas Merton veröffentlichte 1949 sein Werk Seeds of Contemplation, eine Sammlung von Gedanken und Überlegungen über das innere Leben. Das Buch fand starke Resonanz und wurde bald in dreizehn Sprachen übersetzt. Im Jahr 1961 publizierte Merton eine gründlich überarbeitete Fassung unter dem Titel New Seeds of Contemplation, die seither als Standardwerk gilt. Er beschrieb die Kontemplation als den höchsten Ausdruck des intellektuellen und spirituellen Lebens des Menschen. Sie sei „dieses Leben selbst in seiner voll erwachten, voll aktiven, voll sich seiner Lebendigkeit bewussten Form“ und „eine lebendige Wahrnehmung der Tatsache, dass das Leben und Sein in uns aus einer unsichtbaren, transzendenten und unendlich überfließenden Quelle stammen“.
Im späten 20. und frühen 21. Jahrhundert sind u. a. Peter Dyckhoff, Emmanuel Jungclaussen, Willigis Jäger und Franz Jalics mit Schriften zur Kontemplation hervorgetreten und haben in Kursen, Seminaren und Lehrgängen Einführungen angeboten. Einige Übungsweisen aus dieser auch vom Zazen beeinflussten Bewegung haben sich konsolidiert und haben in Vereinen und Meditationszentren einen institutionellen Rahmen gefunden. Im englischsprachigen Raum war Thomas Keating maßgeblich an der Entwicklung des centering prayer (Gebet der Zentrierung) beteiligt. Bei dieser Kontemplationsform wendet sich der Praktizierende still und hingebungsvoll einem von ihm frei gewählten Wort zu. Dies soll innere Stille und ein „Ruhen in Gott“ bewirken. Nach Keatings Konzept wohnt Gott in der Tiefe des Unbewussten. Das Gebet der Zentrierung soll den Betenden für das Unbewusste empfänglich machen und zur Vereinigung mit der göttlichen Gegenwart führen.

### Evangelischer Bereich
Martin Luther verwarf das Mönchtum, den wichtigsten Träger der kontemplativen Tradition. Auch Johannes Calvin übte heftige Kritik an Mönchen und Eremiten, denen er vorwarf, die Pflichten zu verlassen, die Gott den Christen in erster Linie aufgetragen habe. Ein Familienvater sei dem Gemeinwesen nützlicher als ein Mönch. Der Mönch sei mit seiner Zurückgezogenheit ein schlechtes Vorbild, er biete den Christen ein nutzloses und gefährliches Beispiel. Diese Wertung wurde im späteren Calvinismus noch schärfer akzentuiert, etwa bei dem Juristen und Staatstheoretiker Johannes Althusius († 1638). Althusius war der Ansicht, die für alle gleichartige menschliche Natur fordere zwingend das tätige Leben; dieses entspreche nicht einem sittlichen Rat, sondern einem Gebot. Eine kontemplative Lebensweise sei unsozial und prinzipiell unzulässig, sie könne keinesfalls gottgefällig sein.
Da in den reformierten Kirchen das mönchische Lebensideal wegfiel, fand die Kontemplation dort in der Frühzeit der Reformation keinen Nährboden und konnte sich auch später nur wenig entfalten. Im Verlauf der Frühen Neuzeit versuchten jedoch einzelne Persönlichkeiten, kontemplative Elemente in die evangelische Frömmigkeit einzuführen. Zu ihnen zählen der Prediger und Erbauungsschriftsteller Martin Moller (1547–1606), der dazu aufforderte, die Frömmigkeit durch meditative Aneignung der Glaubensinhalte einzuüben, Johann Arndt (1555–1621) mit seinem kontemplativen Verständnis des Betens, Johann Gerhard (1582–1637), der tägliche Meditation empfahl, und vor allem Gerhard Tersteegen (1697–1769), der Anregungen aus katholischer Kontemplationsliteratur aufnahm. Allerdings fehlt in der evangelischen Spiritualität gewöhnlich das für die katholischen Kontemplationslehren charakteristische Konzept eines gestuften Aufstiegs, dessen Verlauf sich systematisch darlegen lässt.

### Orthodoxer Bereich
In der orthodoxen Welt blieb in der Neuzeit der Berg Athos ein Zentrum des Hesychasmus. Die Athosmönche hielten unter der türkischen Herrschaft an ihrer traditionellen Kontemplationsweise fest. Auch in Russland lebte die hesychastische Tradition in manchen Klöstern fort, doch wurde sie durch mönchsfeindliche Maßnahmen geschwächt, die Zar Peter der Große (1682–1725) ergriff. Einen bedeutenden Aufschwung erlebte die Kontemplation ab dem späten 18. Jahrhundert, nachdem 1782 die umfangreiche Quellensammlung Philokalie erschienen war, eine Zusammenstellung maßgeblicher Texte der orthodoxen Spiritualität, die als geistliche Anleitung populär wurde. Dieses Werk entfaltete auch in russischer Übersetzung eine starke Wirkung. Es entstand eine neue Strömung, der „Neuhesychasmus“, dessen Merkmal das Heraustreten aus der Zurückgezogenheit der klösterlichen Sphäre ist; die hesychastische Kontemplation soll einer breiteren Öffentlichkeit außerhalb des Mönchtums vertraut gemacht werden.

## Neuzeitliche Philosophie
In der Frühen Neuzeit konnte sich anfangs die traditionelle Hochschätzung der Kontemplation in manchen philosophischen Kreisen noch behaupten, doch ab dem 18. Jahrhundert nahm das Ansehen der vita contemplativa sowohl unter den philosophisch Interessierten als auch in der allgemeinen Öffentlichkeit ab. In den Hauptströmungen des modernen Geisteslebens dominiert die Bevorzugung des praktischen, aktiven Verhaltens. Die Kontemplation wird oft als bedeutungslose Beschäftigung ohne Ertrag wahrgenommen. Bestritten wird nicht nur ihr Vorrang gegenüber der zugreifenden Aktivität, sondern auch ihr Anspruch, einen Zugang zu Wahrheit zu erschließen.

### Frühe Neuzeit

#### Michel de Montaigne
Im späten 16. Jahrhundert nahm Michel de Montaigne in einem Kapitel seiner Essais, das er der Einsamkeit widmete, zugunsten der beschaulichen Lebensweise Stellung. Er wandte sich gegen das Argument, der Mensch sei nicht nur für sich selbst, sondern für die Allgemeinheit geboren. Dagegen machte er geltend, hinter dem schönen Wort verberge sich der Ehrgeiz und die Habsucht derer, die sich zu Würden und Ämtern drängten und die „Plackereien der Welt“ anstrebten, um daraus Gewinn zu ziehen. Ein Weiser wird – so Montaigne – lieber zurückgezogen leben, wenn er die Wahl hat. Es ist aber eine Illusion zu glauben, die Einsamkeit garantiere bereits ein gelungenes Leben, denn das Übel sitzt in der Seele, die sich selbst nicht entrinnen kann. Daher kommt es nicht auf den äußerlichen Rückzug an, sondern darauf, dass man auch den Blick von der Welt abwendet, aus der man sich zurückgezogen hat. Das Leben kann erst dann erfreulich werden, wenn die Seele sich von ihrer Unrast und der Last der Begierden befreit hat und in sich selbst Einkehr hält. Man soll sich ein „Hinterstübchen“ für sich allein reservieren, in dem man ungestört ist; dort kann man dann seinen wahren Freiheitssitz einrichten. Über die Lebensweise der Frommen, die sich ganz der Kontemplation weihen, äußerte sich Montaigne mit Bewunderung: Wer über eine solche lebendige Gläubigkeit und Hoffnung verfüge, der baue sich ein herrliches, köstliches Leben, das allen anderen Lebensformen überlegen sei. Er selbst, Montaigne, sah sich dazu jedoch nicht in der Lage. Daher bekannte er sich zu dem bescheideneren Ziel, die Seele in bestimmten und umgrenzten Betrachtungen, die ihr ein Wohlbefinden ermöglichen, verweilen und sich festigen zu lassen.

#### Giordano Bruno
Giordano Bruno begründete in seinem 1584 veröffentlichten Dialog Spaccio della bestia trionfante die Notwendigkeit sowohl der Aktion als auch der Kontemplation mit dem Argument, dass keine menschliche Fähigkeit nutzlos sein solle. Er legte dem Göttervater Jupiter die Aussage in den Mund, die Vorsehung habe es so bestimmt, dass der Mensch in der Aktivität mit den Händen beschäftigt sei und in der Kontemplation mit dem Verstand, und zwar so, dass er nicht ohne Handlung betrachte und nicht ohne Betrachtung handle. Im Goldenen Zeitalter hätten sich die Menschen dem Müßiggang hingeben können, und deswegen seien sie damals nicht tugendhafter gewesen als die Tiere bis heute und vielleicht sogar dümmer als viele Tiere. Später hätten sie jedoch den Verstand geschärft, die Handwerke erfunden und die Künste entdeckt. Es würden Tag für Tag immer neue und wunderbare Erfindungen aus der Tiefe des menschlichen Verstandes hervorgelockt. Durch regsame und dringende Beschäftigungen entferne sich der Mensch immer mehr vom tierischen Sein und nähere sich dem göttlichen.

#### Gottfried Wilhelm Leibniz
Gottfried Wilhelm Leibniz (1646–1716) formulierte seine Kritik an herkömmlichen Kontemplationslehren aus dem katholischen Raum im Rahmen seiner Auseinandersetzung mit dem Quietismus. Ihm widerstrebte der Gedanke einer vollständigen Ruhe, die in der kontemplierenden Seele eintreten soll. Dazu bemerkte er, eine solche Ruhe oder Untätigkeit sei eine tierische Stumpfsinnigkeit, wie sie mit Betäubungsmitteln erzeugt werde. Da die Seele eine Substanz sei, sei es unmöglich, dass sie aufhöre tätig zu sein. Außerdem verwarf Leibniz die Vorstellung einer Diskontinuität zwischen Meditation und Kontemplation. Kontemplation sei nichts anderes als eine klare Anschauung des unendlich vollkommenen Wesens. Eine tiefe Kontemplation sei das Ergebnis einer echten Meditation, die in der Anschauung der Schönheit und Vollkommenheit Gottes gipfle. Sie sei eine klare und rechte Sicht der großen Wahrheiten und der Folgerungen daraus. In dieser könne man sich nur halten, wenn man damit die Meditation verbinde und sich der Prämissen erinnere. Leibniz verstand somit unter Kontemplation eine auf diskursivem Denken basierende Aktivität, ein Verweilen bei bestimmten allgemeinen Konsequenzen aus der rationalen Betrachtung der Welt. Die Idee eines überrationalen kontemplativen Erlebens war ihm fremd, wenngleich er dessen Möglichkeit im Falle einer übernatürlichen Gnade zugab.

#### Voltaire
Voltaire (1694–1778) befasste sich in seiner Auseinandersetzung mit dem katholischen Denker Blaise Pascal auch mit dessen Forderung, der Mensch solle sich seiner Innerlichkeit zuwenden und bei sich in seinem Ruhepunkt bleiben, statt nach außen zu fliehen und sich ständig sorgend auf die Zukunft zu beziehen. Aus Voltaires Sicht ist eine solche Kontemplation weder wünschenswert noch möglich: Ein Mensch, der nicht handelt, sondern nur betrachtet, wäre nicht nur blöde und unnütz für die Gesellschaft, sondern könnte überhaupt nicht existieren. Wenn er seinen Körper und seine Sinne betrachtet, statt davon Gebrauch zu machen, ist er ein Idiot, und wenn er seine Denkfähigkeit betrachtet, kann er dies nicht tun, ohne sie auszuüben, also aktiv zu sein. Er wird entweder an nichts denken oder an Ideen, und die kann er nur entweder von außen bekommen oder aus denen, die er bereits von außen erhalten hat, neu bilden. Wenn er aber Ideen aufnimmt und verarbeitet, bleibt er nicht, wie Pascal es verlangt, bei sich in seiner Innerlichkeit und in Ruhe, sondern ist tätig, und zwar auf der Grundlage einer Außenbeziehung. Man kann nur entweder blöde oder mit Bezug auf die Außenwelt beschäftigt sein.

#### David Hume
David Hume (1711–1776) unterschied in seiner Enquiry concerning human understanding zwei Richtungen der Moralphilosophie oder Wissenschaft von der menschlichen Natur. Die eine von ihnen betrachtet nach seiner Darstellung den Menschen hauptsächlich als zum Handeln geboren. Sie stellt ihm die Tugend als das Wertvollste vor Augen und will ihn durch die Aussicht auf Ruhm und Glück zur Tugendhaftigkeit in einem aktiven Leben anspornen. Die Denker der anderen Richtung fassen den Menschen nicht unter dem Aspekt seiner Aktivität ins Auge, sondern hinsichtlich seiner Natur als Vernunftwesen. Sie wollen lieber den Verstand bilden als die Sitten veredeln und machen die menschliche Natur zum Gegenstand spekulativen Nachdenkens. Ihr Ziel ist es, die Prinzipien des Verstehens, Fühlens und Bewertens zu erforschen.
Hume führte Überlegungen an, die für die Ausrichtung auf relativ leichte Fragen des aktiven Lebens sprechen, und Argumente, die für den schwierigeren, anspruchsvolleren Weg der spekulativen Untersuchung vorgebracht werden können. Er kritisierte die Extreme und trat für einen mittleren Weg, eine gemischte Lebensweise des Philosophen ein. Die Natur selbst ermahne zu solcher Ausgewogenheit. Als Vernunftwesen solle der Mensch forschen, doch ohne das tätige Leben zu vernachlässigen. Tiefbohrende Forschung könne dazu führen, dass man ins Grübeln und in endlose Ungewissheit gerate und der Schwermut verfalle; auch habe die Öffentlichkeit dafür keine Wertschätzung. Nur eine „menschliche“ Wissenschaft, die in unmittelbarer Beziehung zum tätigen Leben stehe, sei naturgemäß.

#### Adam Smith
Kritisch äußerte sich Adam Smith in seinem 1759 veröffentlichten Werk The Theory of Moral Sentiments. Er meinte, die Vorstellung eines göttlichen Wesens, dessen Wohlwollen und Weisheit die Maschine des Universums ersonnen habe, sei sicherlich von allen Objekten menschlicher Kontemplation das weitaus erhabenste. Ein Mensch, von dem man glaube, dass er sich hauptsächlich mit dieser erhabenen Betrachtung beschäftige, erhalte gewöhnlich höchste Verehrung. Sogar wenn sich seine Lebensleistung ganz auf solche Beschaulichkeit beschränke, blicke man oft zu ihm mit einer Art religiöser Achtung auf, die weit größer sei als der Respekt für den aktivsten und nützlichsten Förderer des Gemeinwohls. Smith missbilligte dies als unangebrachte Überschätzung der Kontemplation. Er brachte dagegen vor, die Lenkung des Universums sei das Geschäft Gottes und nicht das der Menschen. Dem Menschen sei die Aufgabe zugewiesen, sich um sein eigenes Wohlergehen und das seiner Umgebung und seines Landes zu kümmern. Niemals könne die Betrachtung von Erhabenerem eine Entschuldigung dafür sein, dass jemand seinen eigenen niedrigeren Aufgabenkreis vernachlässige. Smith schloss mit dem Urteil: „Die erhabenste Spekulation des kontemplativen Philosophen kann kaum die Vernachlässigung der geringsten aktiven Pflicht aufwiegen.“

#### Jean-Jacques Rousseau
Das 1776–1778 entstandene letzte Werk Jean-Jacques Rousseaus, Les rêveries du Promeneur Solitaire, enthält seine Gedanken zu seinem kontemplativen Dasein in seinen letzten Lebensjahren. Er schilderte die Stunden einsamer Betrachtung auf seinen Spaziergängen als die einzigen, in denen er ohne Beeinträchtigung er selbst war – das, was die Natur gewollt hatte. Nach seiner Beschreibung ermöglichte ihm das Nachdenken über die allgemeine und die individuelle Natur, mit der eigenen Natur im Einklang zu sein, und hatte überdies eine prägende Wirkung, indem es in ihm die Gewohnheit, zu sich selbst zurückzukehren, erzeugte. Der Einkehr bei sich selbst verdankte er seine Unabhängigkeit und die Einsicht in die Quelle seines Glücks, die er in seinem Inneren fand. So aktualisierte er eine besondere Fähigkeit seiner Natur und entsprach damit der allgemeinen Natur. Dadurch wurde sein Leben das, was es im besten Fall sein konnte. Die Kontemplation bot ihm innere Wonnen (délices internes).
Nach Rousseaus Beschreibung erlebte er in der Kontemplation einen Zustand, in dem die Seele eine hinlänglich feste Grundlage fand, um auf ihr ganz zur Ruhe zu kommen und ihr ganzes Sein dort zu sammeln. Sie brauchte dann weder in die Vergangenheit zurückzublicken noch in die Zukunft auszubrechen. Die Zeit bedeutete ihr nichts, die Gegenwart dauerte immer fort, doch ohne ihre Dauer merken zu lassen, ohne irgendeine Spur von Aufeinanderfolge. Das einzige Gefühl war das der eigenen Existenz, und es erfüllte die Seele vollständig. Das bedeutete Glück im anspruchsvollsten Sinn. Solange der Zustand dauerte, war die Glückseligkeit vollkommen; es blieb in der Seele keinerlei Leere, die noch zu füllen wäre, kein Verlangen nach einem anderen Zustand konnte aufkommen. Als Voraussetzung für eine derartige Kontemplation gab Rousseau an, dass zwar das Herz im Frieden sei, aber keine vollständige Ruhe herrsche; es solle vielmehr eine gleichförmige, mäßige Bewegung stattfinden, ohne Erschütterungen oder Unterbrechungen, entweder in der Außenwelt oder im eigenen Gemüt. Ganz ohne Bewegung wäre das Leben lethargisch, eine absolute Stille würde zur Traurigkeit führen und ein Bild des Todes bieten.

#### Immanuel Kant
Immanuel Kant unterschied 1790 in seiner Kritik der Urteilskraft ein Geschmacksurteil, das „bloß contemplativ“ sei, da es dabei nur auf die Beschaffenheit und nicht auf die Existenz des Objekts ankomme, von den Urteilen über das Angenehme und das moralisch Gute, die mit einem Begehren des Objekts verbunden und daher mit dessen Existenz verknüpft seien. Nur das kontemplative Wohlgefallen des Geschmacks am Schönen sei uninteressiert und frei. Von der Lust am Schönen unterschied Kant die Lust am Erhabenen der Natur. Diese sei eine „Lust der vernünftelnden Contemplation“. Sie setzte das Gefühl einer übersinnlichen Bestimmung der betrachteten Erhabenheit voraus und habe somit eine moralische Grundlage. An und für sich sei die „Betrachtung der rauhen Größe der Natur“ nicht geeignet, in allen Menschen ein Wohlgefallen zu bewirken; vielmehr sei ihr Anblick wahrhaftig eher abschreckend. Auf moralischem Gebiet hielt Kant Kontemplation für erforderlich. In seiner 1797 veröffentlichten Schrift Die Metaphysik der Sitten stellte er fest, der Mensch sei zwar grundsätzlich fähig, seine ethischen Pflichten zu erfüllen und alle „sinnlich entgegenwirkenden Antriebe“ zu überwinden, doch müsse diese Fähigkeit als „Stärke“ erst erworben werden. Dies geschehe dadurch, dass die moralische Triebfeder „durch Betrachtung (contemplatione) der Würde des reinen Vernunftgesetzes in uns, zugleich aber auch durch Übung (exercitio) erhoben wird“.

### 19. Jahrhundert
In der Philosophie des 19. Jahrhunderts trat der Begriff Kontemplation in den Hintergrund. In der Zeit um 1800 war die Frage nach der Möglichkeit und den Grenzen einer geistigen Schau im Unterschied zur sinnlichen Anschauung Gegenstand von Debatten über die Anschauung. Kontrovers beurteilt wurde das Konzept einer „intellektuellen Anschauung“ als Erkenntnisart und Zugang zu einem unmittelbaren Wissen vom Absoluten. Fichte und Schelling vertraten unterschiedliche Versionen dieses Konzepts, Hegel hingegen griff es 1807 in seiner Phänomenologie des Geistes scharf an. Hegel sah in der intellektuellen Anschauung ein willkürliches, subjektives Postulat, das den Prozess der objektiven Entfaltung des Geistes missachte und zu Unrecht ein unmittelbares Wissen als Gegebenheit voraussetze.
Søren Kierkegaard äußerte sich 1843 kritisch über eine einseitige kontemplative Hinwendung zum Ewigen, da sich die damit verbundene Geringschätzung der Zeitlichkeit verhängnisvoll auswirken könne.

#### Friedrich Wilhelm Joseph Schelling
Schelling bestimmte das Erste in der Philosophie als die Idee des Absoluten. Er befand im Jahr 1804, die Erkenntnis des Absoluten in der Vernunft sei eine ganz unmittelbare und damit notwendigerweise eine vollkommen ihrem Gegenstand angemessene und ihn durchdringende. Dabei werde „das Erkennende und das Erkannte Eins“, es gebe keine Begrenzung des Erkennenden durch das Erkannte. Somit handle es sich um eine kontemplative Erkenntnisart. Generell sei jede unmittelbare Erkenntnis und daher auch alle Kontemplation Anschauung. Im vorliegenden Fall sei es eine intellektuelle Anschauung. Diese könne man einem anderen ebenso wenig mitteilen, wie man ihm die Vernunft mitteilen könne. Die intellektuelle Anschauung sei „nichts Besonderes, sondern gerade das ganz Allgemeine“.
In seiner Einleitung in die Philosophie der Mythologie äußerte sich Schelling zur kontemplativen Lebensform. Nach seinen dortigen Ausführungen kann sich das Ich als Wirkendes aufgeben, sich in sich selbst zurückziehen und auf seine Selbstheit verzichten. Damit beabsichtigt es, sich der „Unseligkeit des Handelns“ zu entziehen und „ins beschauliche Leben sich zu flüchten“. Mit dem Schritt aus dem tätigen ins kontemplative Leben tritt es „zugleich auf Gottes Seite hinüber“. Ohne von Gott zu wissen, sucht es „ein göttliches Leben in dieser ungöttlichen Welt“. Dank dem Aufgeben der Selbstheit, die das Ich von Gott trennt, gelangt es tatsächlich dazu, „mit dem Göttlichen selbst sich wieder zu berühren“. Das Eingehen des Ich ins kontemplative Leben wird also zu einem „Wiederfinden (ihm wieder Objektivwerden) Gottes“, allerdings „Gottes nur als Idee“. Dies vollzieht sich in drei Stufen. Die erste ist der Akt der Selbstvergessenheit, in dem der Mensch sich selbst und alles andere mit ihm zusammenhängende zufällige Sein möglichst „zu vernichtigen (nicht: zu vernichten) sucht“. Die zweite Stufe ist die Kunst, durch die sich das Ich dem Göttlichen ähnlich macht, die dritte die kontemplative Wissenschaft, in der es das um seiner selbst willen Seiende berührt. Dabei hat der Nous (Geist) zu seinem Objekt, dem rein Intelligiblen, dasselbe Verhältnis wie die Sinne zum Sinnlichen. Allerdings kann dieser Zustand nicht dauerhaft sein, das Aufgeben des Handelns lässt sich nicht durchsetzen; sobald das tätige Leben wieder eintritt, erweist sich der ideelle Gott als unzureichend. Es bleibt das Verlangen nach dem „wirklichen Gott“, das in den Bereich der Religion führt.

#### Georg Wilhelm Friedrich Hegel
Hegel sah wie Kant, Fichte und Schelling in der Anschauung ein eigenständiges Erkenntnisprinzip, hielt aber die bisher vorgelegten Konzepte für unzulänglich. Sein System unterscheidet die empirische von der transzendentalen Anschauung. Die empirische Anschauung erhält ihren Gegenstand als gegeben. Bei ihrer Herangehensweise fallen Subjekt und Objekt, Reflexion und Anschauung gemäß der Auffassungsweise des Verstandes auseinander und bleiben getrennt. Für die transzendentale Anschauung hingegen ist der Gegenstand nicht gegeben, sondern sie produziert ihn selbst im Prozess des Anschauens, der vom Gegenstand nicht zu trennen ist. Dieser Prozess zielt auf die Einheit alles Getrennten und Entgegengesetzten. Zunächst abstrahiert die transzendentale Anschauung von aller Mannigfaltigkeit des empirischen Bewusstseins und macht sich selbst zum Gegenstand. So erreicht sie zwar eine relative Einheit, doch mit der Ausrichtung auf sich selbst und ihren Gegensatz zum Empirischen macht sie etwas Bedingtes und Subjektives zum Prinzip. Das bedeutet, dass sie noch nicht rein transzendental ist und sich daher nicht dazu eignet, das Absolute zu erfassen und zum absoluten Prinzip eines Systems erhoben zu werden. Zur reinen, absoluten transzendentalen Anschauung wird sie erst dann, wenn sie den relativen Gegensatz von Subjekt und Objekt übergreift und beide als Momente der absoluten, sich selbst anschauenden Vernunft ansieht. Dann werden Sein und Begriff, Reflexion und Anschauung zur Einheit zusammengeführt, alle Entgegensetzung wird aufgehoben und die Identität des Subjektiven und Objektiven wird ins Bewusstsein gebracht. Auch zwischen relativer Identität und Nichtidentität besteht dann eine sie übergreifende absolute Identität. So kommt ein transzendentales Wissen zustande. Dieses unterscheidet sich nicht vom transzendentalen Anschauen; der eine Ausdruck dient der Hervorhebung des ideellen, der andere der des reellen Aspekts ein und derselben Wirklichkeit.
In der Forschung wird Hegels Philosophie als kontemplativ bezeichnet. Es wird darauf hingewiesen, dass er die traditionelle Idee einer kontemplativen Wirklichkeitserfassung aufgegriffen und in sein System integriert habe.

#### Arthur Schopenhauer
Arthur Schopenhauer ging in seinem 1819 erschienenen Hauptwerk Die Welt als Wille und Vorstellung ausführlich auf die Kontemplation ein. Sein Interesse galt vor allem dem Verhältnis der Betrachtung zum Willen. Das Kontemplieren beruht nach seinem Verständnis darauf, dass man „durch die Kraft des Geistes gehoben, die gewöhnliche Betrachtungsart der Dinge fahrenlässt“. Das heißt, dass man nicht mehr nur die Relationen der Dinge zueinander, „deren letztes Ziel immer die Relation zum eigenen Willen ist“, ins Auge fasst. Man betrachtet nicht mehr „das Wo, das Wann, das Warum und das Wozu“, sondern „einzig und allein das Was“. Dazu gehört auch, dass der Kontemplierende nicht das abstrakte Denken das Bewusstsein einnehmen lässt, sondern „die ganze Macht seines Geistes der Anschauung hingibt, sich ganz in diese versenkt und das ganze Bewusstsein ausfüllen lässt durch die ruhige Kontemplation des gerade gegenwärtigen natürlichen Gegenstandes, sei es eine Landschaft, ein Baum, ein Fels, ein Gebäude oder was auch immer“. Dann zeigt sich der Sinn der Redensart, nach der man sich in einen Gegenstand „verliert“: Man vergisst „sein Individuum, seinen Willen“ und bleibt nur noch als „reines Subjekt“, als „klarer Spiegel des Objekts“ bestehen. Wenn das Subjekt „aus aller Relation zum Willen getreten ist“, ist der Zustand so, als wäre der Gegenstand ohne Wahrnehmenden da. Anschauender und Anschauung sind nicht mehr zu trennen, das ganze Bewusstsein ist „von einem einzigen anschaulichen Bilde gänzlich gefüllt und eingenommen“. Der Betrachter ist nicht mehr Individuum, sondern „reines, willenloses, schmerzloses, zeitloses Subjekt der Erkenntnis“. In solcher Kontemplation wird „das einzelne Ding zur Idee seiner Gattung“. Das Individuum als solches erkennt nur einzelne Dinge, das reine Subjekt des Erkennens nur Ideen. Schopenhauer gelangte zu dem Urteil, dass die Augenblicke, in denen solche willenlose Betrachtung stattfindet, „die seligsten sind, welche wir kennen“.
Schopenhauer bemerkte, das Versetzen in den „Zustand des reinen Anschauens“ trete am leichtesten ein, wenn die Gegenstände durch ihre Beschaffenheit „demselben entgegenkommen“, was vor allem bei der schönen Natur der Fall sei. Besonders die Pflanzenwelt dränge sich der ästhetischen Betrachtung gleichsam auf. Aber auch die Kunst, etwa ein Werk der Baukunst, könne diesen Vorgang bewirken. Der Genuss beim Anblick eines schönen Gebäudes liege überwiegend „in der reinen, von allem Leiden des Wollens und der Individualität befreiten Kontemplation selbst“.
In den genannten Fällen ist es nach Schopenhauers Darstellung bloß das Schöne, das auf den Betrachter einwirkt. Anders verhält es sich, wenn ein Objekt zwar zur reinen Kontemplation einlädt, aber gegen den menschlichen Willen ein feindliches Verhältnis hat, ihn durch seine Übermacht bedroht oder bis zum Nichts verkleinert. Wenn dann der Betrachter seine Aufmerksamkeit dennoch nicht auf dieses feindliche Verhältnis richtet, sondern sich bewusst davon abwendet, sich von seinem Willen losreißt und den Gegenstand, den der Wille fürchtet, ruhig kontempliert, dann erfüllt ihn das Gefühl des Erhabenen. Dann wird das, was ihn in diesen „Zustand der Erhebung“ gebracht hat, „erhaben“ genannt. Das Erhabene unterscheidet sich vom nur Schönen dadurch, dass bei seiner Betrachtung der Zustand des reinen Erkennens nicht ohne inneren Kampf gewonnen wird.
Die Fähigkeit zu völlig uninteressierter Betrachtung ist für Schopenhauer ein Merkmal des Genies. Das Gegenteil der Kontemplation ist das „Spähen“ des gewöhnlichen Menschen. Dieser kann seine Aufmerksamkeit nur auf das richten, was eine Beziehung zu seinem Willen hat. Daher verweilt er nicht lange bei der Anschauung und heftet seinen Blick nicht lange auf einen Gegenstand, sondern sucht immer nur schnell den Begriff, unter den etwas zu bringen ist, und dann interessiert es ihn nicht weiter. Daher wird er schnell mit Kunstwerken und schöner Natur fertig. Der Geniale hingegen vertieft sich so in die Betrachtung, dass er seinen eigenen Weg im Leben vernachlässigt und ihn „meistens ungeschickt genug“ geht.

#### Friedrich Nietzsche
Friedrich Nietzsche zählte sich selbst zu den kontemplativen Menschen. Er übte aber schonungslose Kritik an den verbreiteten Ausprägungen des kontemplativen Lebens, vor allem an den „sogenannten religiösen Naturen“, die nach seinem Befund unter den beschaulich Lebenden überwiegen. Nietzsche hielt es für unzweifelhaft, dass die Kontemplation „in vermummter Gestalt“, „mit einem bösen Herzen und oft mit einem geängstigten Kopfe zuerst auf der Erde erschienen“ sei. Das „Inaktive, Brütende, Unkriegerische“ in den Instinkten kontemplativer Menschen habe lange ein tiefes Misstrauen um sie herum gelegt. Daher hätten die frühen Kontemplativen – Priester, Zauberer, Medizinmänner, Wahrsager und auch Philosophen – das Bedürfnis entwickelt, Furcht vor sich zu erwecken. Dies sei ihnen – beispielsweise den Brahmanen – hauptsächlich mit dem furchtbaren Mittel einer asketischen, erfinderischen Grausamkeit gegen sich selbst gelungen. Damit hätten sie den Eindruck erweckt, über unbekannte Machtmittel zu verfügen. Daher habe man sie nicht aus der Gemeinschaft verstoßen; man habe sie im Geheimen verachtet, aber öffentlich mit abergläubischer Ehrerbietung überschüttet.
Für die Denker gelte, dass der ihnen eigene beschauliche Zustand bei den einen immer auf den Zustand der Furcht, bei den anderen auf den der Begierde folge. Im ersten Fall werde die Beschaulichkeit mit dem Gefühl der Sicherheit verbunden, im zweiten mit dem Gefühl der Sättigung. Der Kontemplative unterliege auch dann, wenn er zu den „hohen Menschen“ zähle, der Wahnvorstellung, als Zuschauer und Zuhörer „vor das große Schau- und Tonspiel gestellt zu sein, welches das Leben ist“. Er übersehe dabei, dass „er selber auch der eigentliche Dichter und Fortdichter des Lebens ist“ und nicht ein bloßer Betrachter und Festgast vor der Bühne. Infolge dieses Irrtums verkenne er seine beste Kraft und den möglichen Rang des Menschen als Schöpfer alles Wertvollen. So gelangte Nietzsche – sich selbst mit einbeziehend – zu dem Urteil über die Kontemplativen, sie schätzten sich zu gering: „[W]ir sind weder so stolz noch so glücklich, als wir sein könnten.“
Die Frage nach der überlegenen Lebensweise hielt Nietzsche für falsch gestellt: „Der falsche Gegensatz von vita practica und contemplativa ist asiatisch. Die Griechen verstanden es besser.“

### 20. und 21. Jahrhundert

#### Wilhelm Dilthey
Wilhelm Dilthey unterschied in einer 1911 veröffentlichten Abhandlung drei Haupttypen der Weltanschauung in der Metaphysik. Einer von ihnen, der objektive Idealismus, mache die Hauptmasse aller Metaphysik aus. Das erkenntnistheoretisch-methodische Verhalten seiner Vertreter basiere auf der kontemplativen Lebensverfassung dieser Denker. Nach Diltheys Beschreibung ist ein Verhalten kontemplativ, wenn das Subjekt in ihm gleichsam ausruht von der Arbeit des naturwissenschaftlichen Erkennens und des Handelns, das von Bedürfnissen und Zwecken abhängt. Im kontemplativen Verhalten erweitert sich das Gefühlsleben, in dem Lebensreichtum, Wert und Glück des Daseins zunächst persönlich erfahren werden, zu einer Art von universeller Sympathie. Dank einer solchen Erweiterung seines Selbst erfüllt und belebt der Kontemplative die ganze Wirklichkeit durch die Werte, die er fühlt, und das Wirken, in dem er sich auslebt. Das eigene Lebensgefühl wird zum Mitgefühl mit dem Weltganzen. Das Individuum erfährt seine Verwandtschaft mit allen Erscheinungen des Wirklichen, und entsprechend steigert sich seine Lebensfreude und wächst das Bewusstsein seiner Kraft. So kommt man in eine „Seelenverfassung“, in der man „sich eins fühlt mit dem göttlichen Zusammenhang der Dinge“. Dieser Gemütszustand „findet die Auflösung aller Dissonanzen des Lebens in einer universellen Harmonie aller Dinge“. Es geht immer um „Zusammenschauen der Teile in einem Ganzen“ und „Erhebung von Lebenszusammenhang in Weltzusammenhang“. Die Objekte der Sinneswahrnehmung tragen für den Kontemplativen, der sie gleichsam von innen auffasst, „einen Lebenszusammenhang in sich, welcher in dem unseres eigenen Inneren erlebbar wird“.

#### Karl Jaspers
Karl Jaspers legte 1919 in seiner Untersuchung Psychologie der Weltanschauungen ein System der weltanschaulichen Einstellungen vor. Er unterschied zwischen „gegenständlichen Einstellungen“, bei denen sich das Bewusstsein auf die Außenwelt richtet, und „selbstreflektierten Einstellungen“, bei denen das zum Objekt wird, „was Ich, Selbst, Persönlichkeit genannt wird“. Für jede der beiden Gruppen nahm er eine aktive und eine kontemplative Verhaltensform an.
Nach Jaspers’ Modell sind innerhalb der Gruppe der gegenständlichen Einstellungen die aktiven Ausprägungen auf das Gestalten der zeitlichen Wirklichkeit bedacht, die kontemplativen auf das Erfassen zeitloser Gegenständlichkeiten gerichtet. In der aktiven Einstellung erfährt der wollende Mensch die Welt einerseits als einen Widerstand, andererseits als teilweise von ihm abhängig. Der Aktive will seine Umwelt so umgestalten, dass er sie als seine betrachten kann. Dabei geht er aber pragmatisch von der gegebenen Situation aus, nicht von einem abstrakten Ideal. Er wählt immer zwischen Möglichkeiten, handelt angesichts eines „Entweder – Oder“ und ist dann für seine Entscheidung verantwortlich; die Vorstellung, dass das eine das andere nicht ausschließt, ist ihm fremd. Der Verstand und alle Kontemplation sind ihm nur Mittel zum Zweck. Im Gegensatz dazu ist die kontemplative gegenständliche Einstellung „Betrachten, nicht Beherrschen, Sehen, nicht Aneignen; Schauen, nicht Schaffen und Machen; selbst bei der Schöpfung wird diese nicht als solche, sondern als Wachsen und Gegebenwerden erlebt“. Die Welt der Gegenstände ist nur dazu da, erkannt zu werden. Innerhalb dieser Einstellung unterscheidet Jaspers drei Unterarten: die intuitive, die ästhetische und die rationale. Bei der intuitiven Haltung wird hingebend angeschaut, wartend hingenommen und das beglückende Gefühl der Fülle und des Grenzenlosen erlebt. Man versenkt sich in das Objekt, wobei ein Bewusstsein der Verwandtschaft zu ihm da ist; dabei werden Wille, Zweck und Zielsetzung als störend empfunden. Für die ästhetische Einstellung ist „Isolation“ das maßgebliche Merkmal: Der Erlebnisinhalt wird aus den objektiven Zusammenhängen herausgelöst und das Erlebnis selbst aus psychologischen Zusammenhängen wie Aufgaben, Zwecken und Willensrichtungen. Dadurch entsteht eine „eigentümliche Verantwortungslosigkeit“. Die rationale Einstellung ist die der forschenden Betrachtung, die ihre Objekte durch Begriffs- und Systembildung ordnet und dabei völlige Distanz zu ihnen schafft. Damit bringt sie Klarheit, aber indem sie fixiert, führt sie auch zu Erstarrung und Tod, im Gegensatz zur fließenden „Anschauung“, die für das Lebendige steht. Sie ist Verneinung, indem sie definierend und bestimmend abgrenzt und somit immer etwas ausschließt. Da sie sich stets in Gegensätzen bewegt, kann sie nie Ganzheiten erfassen.
Auch die selbstreflektierten Einstellungen können aktiv oder kontemplativ sein. Die kontemplative Selbstreflexion ist in ihrer reinen Form, solange sie sich und ihre Selbstwertung nicht verabsolutiert, eine ruhige Betrachtung, die nie ein fertiges Selbst vor sich hat, da das Selbst ein Prozess und unendlich ist. In der aktiven Selbstreflexion ist sich der Mensch „nicht nur Material der Betrachtung, sondern er ist Material und Bildner zugleich“; er sieht sich nicht nur zu, sondern will sich.

#### Simone Weil
Im Werk von Simone Weil (1909–1943) spielt die Kontemplation eine wichtige Rolle. Weil knüpfte an die platonische Seelenlehre und Erkenntnistheorie an. Bei der Darstellung ihres Kontemplationsverständnisses verwendete sie gewöhnlich den Begriff „Aufmerksamkeit“ (französisch attention). Nach ihrer Beschreibung ist die Aufmerksamkeit eine Haltung, zu der man gelangt, wenn man das Denken von allen zeitlichen und objektbezogenen Bindungen befreit und sich von allen im Geist vorhandenen Inhalten löst. Insbesondere die Ausrichtung auf die Zukunft ist aufzugeben. Nur das reine Verlangen nach der Wahrheit soll übrigbleiben, und darin soll man ohne Erwartung ausharren. Keinesfalls darf man versuchen, den Inhalt der Wahrheit vorausahnend vorwegzunehmen. Man beschränkt sich darauf, das Unzulängliche abzuweisen. So bleibt das Denken leer, in der Schwebe, es wird empfänglich und durchlässig. Auf diese Weise entfernt sich der Aufmerksame von der Scheinwirklichkeit, die ein Produkt seiner Vorstellungen und Deutungen ist und auf der Übertragung seines eigenen Ichs in die Dinge beruht. Er entledigt sich der trügerischen Werte, die normalerweise seine Gedankenwelt bestimmen. Die Illusionen der „Ersatzwirklichkeit“, der „Dinge als Werte“, an denen er hängt, entfallen. So öffnet er sich für die eigentliche Realität des Betrachteten. Reine Aufmerksamkeit bedeutet Offenheit für die aktuelle, konkrete Situation, für das, was sich jetzt ereignet, beispielsweise das Lösen einer Schulaufgabe oder die Ausführung einer Handwerkerarbeit. Weil, die zeitweilig als Lehrerin tätig war, meinte, das wesentliche Ziel der Schulbildung sei nicht die Vermittlung von Kenntnissen, sondern das Einüben der Aufmerksamkeit.
Die Loslösung von den hinderlichen Denkinhalten ist für Weil zwar ein diskursiver Vorgang, doch danach muss der diskursive Teil der Seele ausgeschaltet werden, damit sich die Seele in die standpunktfreie „reine Anschauung“ (la pure contemplation) stürzen kann. Eine solche Grenzüberschreitung hielt Weil anfangs für ein unerreichbares Ideal, später gelangte sie jedoch zu einer optimistischen Sicht.

#### Martin Heidegger
Martin Heidegger äußerte sich 1953 in dem Vortrag Wissenschaft und Besinnung. Er ging von der Etymologie aus, um die Begriffe zu erschließen. Nach seinen Ausführungen bedeutet das griechische Verb theōreín „das Aussehen, worin etwas das zeigt, was es ist, ansehen“, oder mit anderen Worten „den Anblick, worin das Anwesende erscheint, ansehen und durch solche Sicht bei ihm sehend verweilen“. Dieses Aussehen gesehen haben ist Wissen. Die Lebensart, die aus solchem „Be-sehen“ ihre Bestimmung empfängt, wird bíos theōrētikós genannt, „die Lebensart des Schauenden, der in das reine Scheinen des Anwesenden schaut“. Für die antiken Griechen ist das schauende Leben das höchste Tun und die Schau die vollendete Gestalt menschlichen Daseins, „der reine Bezug zu den Anblicken des Anwesenden, die durch ihr Scheinen den Menschen angehen, indem sie die Gegenwart der Götter be-scheinen“. Mit theōría ist „das verehrende Beachten der Unverborgenheit des Anwesenden“ gemeint.
Die von den Römern gewählte lateinische Übersetzung von theōreín mit contemplari und theōría mit contemplatio bringt nach Heideggers Auffassung „das Wesenhafte dessen, was die griechischen Worte sagen, mit einem Schlag zum Verschwinden“, denn etymologisch bedeutet contemplari, dass etwas in einem herausgeschnittenen Abschnitt umzäunt wird. „Der Charakter des eingeteilten, eingreifenden Vorgehens gegen das, was ins Auge gefaßt werden soll, macht sich im Erkennen geltend.“

#### Josef Pieper
Josef Pieper legte seine Auffassung 1957 in der Schrift Glück und Kontemplation dar. Seine These lautet, das äußerste Glück des Menschen liege in der Kontemplation. Dieser Gedanke gehöre zum Bestand einer Weisheitsüberlieferung, deren Ursprünge über die geschichtliche Zeit hinausreichten. Pieper bestimmte Kontemplation als „schweigendes Vernehmen von Wirklichkeit“ und „nicht denkendes, sondern schauendes Erkennen“. Das Schauen sei „die vollkommene Gestalt von Erkennen schlechthin“, nämlich „die Erkenntnis dessen, was anwesend und gegenwärtig ist“. Es sei „eine Weise der Erkenntnis, die sich nicht erst auf ihren Gegenstand zu bewegt, sondern in ihm ruht“. Denken hingegen sei Erkenntnis des Abwesenden oder auch nur Bemühung um solche Erkenntnis.

#### Hannah Arendt
Hannah Arendt setzte sich in ihrem Werk Vita activa oder Vom tätigen Leben sowohl mit dem traditionellen Bild vom aktiven und kontemplativen Leben als auch mit dessen neuzeitlichem Wandel auseinander. Das Buch wurde 1958 in englischer Sprache, 1960 in einer überarbeiteten deutschen Fassung veröffentlicht. Arendt sah den Hauptnachteil der antiken und mittelalterlichen Rangordnung der Lebensweisen darin, dass die Kontemplation dadurch ein solches Übergewicht erhalte, dass Gliederungen und fundamentale Unterschiede innerhalb der vita activa verwischt oder nicht beachtet würden. An diesem Mangel – dem fehlenden Verständnis für die Verschiedenartigkeit der drei Grundtätigkeiten Arbeiten, Herstellen und Handeln – habe sich auch nach dem modernen Bruch mit der Tradition und der Umkehr der Rangordnung nichts Wesentliches geändert. Nach Arendts Überzeugung sind die Grundanliegen der vita activa anders als die der vita contemplativa und diesen weder über- noch unterlegen.

#### Kritische Theorie
Die Hauptvertreter der älteren Kritischen Theorie, Max Horkheimer und Theodor W. Adorno, wandten sich gegen das Ideal eines der reinen Betrachtung in Wissenschaft oder Philosophie gewidmeten Lebens. Sie kritisierten eine solche Trennung des Denkens vom Handeln, mit der die gesellschaftliche Bedingtheit und Aufgabe des Erkenntnisstrebens missachtet werde. Die damit verbundene Gleichgültigkeit gegenüber der sozialen und politischen Realität verurteilten sie als inhuman. Nach Horkheimers Analyse ist die idealistische Identifikation des Wissens mit der Erfüllung als Versöhnung von Geist und Natur gemeint. Sie „erhöht das Ich nur, um es seines Inhalts zu berauben, indem sie es von der Außenwelt isoliert“. Wenn eine Philosophie nur auf einen inneren Prozess zur schließlichen Befreiung abziele, ende sie als leere Ideologie. Die Konzentration auf reine Inwendigkeit habe gestattet, dass die Gesellschaft ein Dschungel von Machtinteressen geworden sei, worauf diese Interessen dann die materiellen Bedingungen der Möglichkeit von Kontemplation untergraben hätten. Adorno urteilte, der kritische Geist sei der „absoluten Verdinglichung“ nicht gewachsen, „solange er bei sich bleibt in selbstgenügsamer Kontemplation“.
Zur ästhetischen Kontemplation bemerkte Adorno, sie sei „als Restbestand fetischistischer Anbetung zugleich eine Stufe von deren Überwindung“, denn ihr Objekt seien die „aufleuchtenden Dinge“, die man früher als magisch verehrt habe, die aber von der Aufklärung entzaubert worden seien. Die Seligkeit von Betrachtung bestehe im „entzauberten Zauber“. Kunst sei „Magie, befreit von der Lüge, Wahrheit zu sein“. Auch Horkheimer schätzte die Kontemplation ambivalent ein; er nahm Möglichkeiten an, „durch welche die Erde zu einem Ort der Kontemplation und der Freude werden könnte“. Durch den technischen Fortschritt nähere man sich diesen Möglichkeiten zwar an, doch stellten sich dem die „Gleichschalter“ entgegen, die auf der „Vergottung der industriellen Tätigkeit“ bestünden.
Martin Seel, ein jüngerer Vertreter der Kritischen Theorie, hat 2004 eine Sammlung von Essays mit dem Titel Adornos Philosophie der Kontemplation veröffentlicht. In diesem Band begründet Seel seine These, dass Adornos Denken „im Herzen eine Philosophie der Kontemplation“ sei; kontemplative Erfahrung sei „die normative Grundlage seines Philosophierens“. Er propagiere ein kontemplatives Bewusstsein, das in einem Sinn für die Besonderheit des Daseins von Menschen und Dingen bestehe. Das sei ein „durchaus neuartiges Verständnis der Kontemplation“. Seel ergreift selbst für diese Position Partei.

#### Peter Sloterdijk
Peter Sloterdijk ging in seinem 2009 erschienenen Buch Du mußt dein Leben ändern, in dem er den Menschen als Übenden beschrieb, auf die Klassifikation der Lebensweisen ein. Er definierte die Moderne als das Zeitalter, „das die höchste Mobilmachung der menschlichen Kräfte unter dem Vorzeichen von Arbeit und Produktion zustande brachte“, im Gegensatz zur antiken und mittelalterlichen Welt, in der diese Mobilmachung im Namen von Übung und Perfektion geschehen sei. Beim übenden Lebensmodus unterschied Sloterdijk zwei Formen, wobei ihm die „radikal divergente Ausrichtung der Mobilisationen“ als Kriterium diente. Im einen Fall zielt das „Anstrengungsprogramm“ auf ein Objekt oder Produkt, im anderen Fall „fließen alle Kräfte in die Intensivierung des übenden Subjekts“, das sich „zu immer höheren Stufen einer rein performativen Seinsweise entfaltet“. Die letztgenannte Lebensform setzte Sloterdijk mit der vita contemplativa gleich, die in Wahrheit eine vita performativa sei. Sie sei auf ihre Weise so tätig wie das tätigste Leben. Diese Tätigkeit sei „Assimilation an das niemals müde universale oder göttliche Sein-Nichts“.
Bald darauf veröffentlichte Sloterdijk die Vorlesung Scheintod im Denken, in der er sich mit dem betrachtenden („theoretischen“) Leben befasste. Dort kritisierte er die „eingeschliffene Differenz“ von „aktiv“ und „kontemplativ“. Sie erwecke den irrigen Eindruck, eine exklusive und vollständige Alternative zu sein. Dadurch verschwinde ein umfangreicher Komplex menschlichen Verhaltens aus dem Blick, das übende Leben, das weder bloß aktiv noch bloß kontemplativ sei, sondern ein gemischter Bereich. Sloterdijk fragte nach den „Bedingungen der Möglichkeit von theoretischem Verhalten“ und behandelte Wissenschaft und Philosophie als „theoretische“ Lebensformen. Sie seien beide – ungeachtet ihrer Differenzen – als „Sprösslinge der alteuropäischen Rationalitätskultur“ Ausprägungen des bíos theōrētikós. Dieser sei eine Sonderform des übenden Lebens, der „Menschenformung durch übende Selbsteinwirkung“. Sloterdijk erörterte die Geschichte der Verfahren, „durch die der profane Mensch [...] zum theorietreibenden Menschen umgeformt wird“.

## Religionssoziologie
Max Weber untersuchte in seiner 1921/1922 postum veröffentlichten Schrift Religiöse Gemeinschaften die Erlösungswege und ihren Einfluss auf die Lebensführung. Dabei unterschied er zwei Haupttypen: die Selbsterlösung, die man durch eigene Werke erringt, und die Erlösung durch göttliches Einwirken aus reiner Gnade. Den ersten Haupttypus unterteilte er nach der Art der Werke. Bei diesen handelt es sich nach Webers Typologie entweder um rein rituelle Kulthandlungen oder um soziale Leistungen, für die Belohnung erhofft wird, oder um Selbstvervollkommnung mittels einer Heilsmethodik. Der Zweck der Heilsmethodik ist entwicklungsgeschichtlich gesehen ursprünglich eine „Selbstvergottung“, die auf einen diesseitigen Besitz des Göttlichen ausgerichtet ist. Dieser soll in archaischen Formen der Religiosität durch die Herbeiführung rauschartiger Ekstasen erlangt werden. In den Religionen jedoch, in denen ein allmächtiger überweltlicher Gott den Geschöpfen gegenübersteht, ist Selbstvergottung als Anmaßung verpönt. Dort kann es nur darum gehen, die von Gott geforderten religiösen Qualitäten zu erringen. Dafür gibt es zwei unterschiedliche Wege, den aktiv-asketischen und den passiv-kontemplativen. Der aktive Asket betrachtet sich als Werkzeug Gottes, als Mitwirkenden am göttlichen Werk, und ist in diesem Bewusstsein tätig. Bewährung bei der Erfüllung seiner irdischen Pflichten soll ihm das Heil verschaffen. Der Kontemplative hingegen will nichts „tun“; er sieht sich als Gefäß der Gottheit und erstrebt eine „Zuständlichkeit“, deren markanteste Form als „mystische Erleuchtung“ bekannt ist. Der kontemplative Weg steht nur einer Minderheit spezifisch Qualifizierter offen.
Nach Webers Darstellung meint der Kontemplative nur dann zum Ziel gelangen zu können, wenn es ihm gelingt, die Alltagsinteressen auszuschalten und das „Kreatürliche“ in ihm völlig zum Schweigen zu bringen. Dieses Erfordernis führt zu einer Flucht aus allen hinderlichen weltlichen Verflechtungen. Weber unterschied die „Weltflucht“ der Kontemplativen streng von der aktiven, kämpferischen „Weltablehnung“ des asketischen Wegs, wenngleich er den Gegensatz als „flüssig“ bezeichnete und Übergänge einräumte. Er nannte eine Reihe von Unterscheidungsmerkmalen. Der kämpfende Asket hat eine negative innere Beziehung zur Welt, deren Genüsse er sich versagt, in der er aber gestaltend tätig sein will. Der Kontemplative hingegen will sich von allem Weltlichen lösen, um im Göttlichen zur Ruhe zu kommen. Zu diesem Zweck minimiert er alles Handeln. Störungen durch die Natur und durch seine soziale Umwelt versucht er abzuwehren. Dem aktiven Asketen erscheint die Kontemplation als träger, egoistischer, verwerflicher Selbstgenuss, während der Kontemplative in den Bemühungen des Aktiven um die Gestaltung weltlicher Verhältnisse einen Irrweg, eine Entfernung von der göttlichen Einheit sieht. Der aktiv-asketische Fromme fragt nicht nach dem Sinn der Welt und seines Tuns, denn er verlegt diesen in den unerforschlichen Willen Gottes. Der Kontemplative hingegen will den „Sinn“ der Welt erschauen. Für den Asketen ist der Erfolg seines Handelns ein Erfolg Gottes, zu dem er beigetragen hat, und ein Zeichen göttlichen Segens für ihn, während für den Kontemplativen der Erfolg innerweltlichen Handelns keinerlei Heilsbedeutung hat. Weber betonte, dass alle Kontemplation eine negative Wirkung auf das Handeln habe. Er wies auch auf die „demütige Hinnahme der gegebenen sozialen Ordnung“ als Folge einer kontemplativen Haltung hin.
An Webers Ergebnisse anknüpfend hat der Soziologe Wolfgang Schluchter die Typologie weiter ausgearbeitet. Er unterscheidet bei der Kontemplation ebenso wie bei der Askese einen aktiv weltzugewandten und einen aktiv weltabgewandten sowie einen passiv weltzugewandten und einen passiv weltabgewandten Typus. Schluchter hat auch eine Klassifikation von Kulturreligionen vorgelegt, bei der die Merkmale „asketisch“, „kontemplativ“ und „ekstatisch“ zu den Einteilungskriterien zählen.

## Judentum
Im Judentum gab es in der Antike und im Mittelalter keine Tradition einer beschaulichen Lebensweise in Abgeschiedenheit. Zwar entstanden im Hoch- und Spätmittelalter unter islamischem Einfluss kabbalistische Schriften, die kontemplative Stille als Weg zu Gott empfahlen, doch war damit keine äußerlich erkennbare besondere Lebensform und keine Absonderung vom normalen sozialen Leben gemeint. Der hebräische Ausdruck hitbodedut (התבודדות „Abgeschiedenheit“) erhielt in manchen kabbalistischen Texten ab dem 13. Jahrhundert die Sonderbedeutung von konzentriertem Nachsinnen in einem kontemplativen Prozess.
Die Erörterung des religiösen Werts von hitbodedut setzte im 11. Jahrhundert ein. Bachja ben Josef ibn Paquda befasste sich damit in seiner stark nachwirkenden Schrift über die Pflichten des Herzens. Im Umkreis von Abraham ben Mosche ben Maimon (1186–1237), des Sohnes des einflussreichen Gelehrten Maimonides, wurde eine kontemplative Frömmigkeit gepflegt. In der zweiten Hälfte des 13. Jahrhunderts entwickelte der stark umstrittene Kabbalist Abraham Abulafia, der Begründer der „prophetischen Kabbala“, eine Methode der kontemplativen Konzentration auf den Gottesnamen, die nach seinem Verständnis nicht auf besondere Anlässe beschränkt bleiben, sondern in den Alltag integriert werden soll. Er beschrieb den „Weg von hitbodedut“ als Mittel zum Erreichen von Nähe zu Gott und betrachtete ihn als Vorbereitung auf die Erlangung des Prophetenstatus. Dieser Weg stehe allen Willigen offen. Man solle sich an einem Ort der Ungestörtheit lesend, schreibend, rezitierend und denkend auf die Verbindung der Buchstaben des Gottesnamens konzentrieren.
Abulafias Kontemplationskonzept fand im Nahen Osten bei Kabbalisten des Spätmittelalters und der Frühen Neuzeit beträchtliche Resonanz, während es im Westen, wo er verfemt war, weitgehend ignoriert wurde. Zu den Autoren, die seine Anregungen aufnahmen und weiterentwickelten, zählten Mosche Cordovero (1522–1570) und Hayyim Vital (1542–1620). Der Kabbalist Eleazar Azikri (1533–1600) befürwortete eine möglichst zurückgezogene, kontemplative Lebensweise.
Im späten 18. Jahrhundert initiierte Schneur Salman die chassidische Bewegung Chabad, in der die Betrachtung der Gegenwart Gottes in der Schöpfung den Mittelpunkt des religiösen Lebens bildet. Anhänger der Chabad-Lehre praktizieren hitbonenut (התבוננות), eine Kontemplation, die dem Intellekt eine wichtige Rolle zuweist. Die verstandesmäßige Betrachtung des Endlichen und des Unendlichen, des Seins und des Nichts soll den Weg zum Verständnis der alles umfassenden göttlichen Einheit bahnen.

## Islam
Die kontemplative Praxis im Islam wird als „sich erinnern“ (ḏikr) oder „sich an Gott erinnern“, „Gottes gedenken“ (ḏikr Allah) bezeichnet. Es handelt sich um ein nichtrituelles Gebet, das in der ständigen Wiederholung einer Formel – eines Glaubenssatzes oder eines Gottesnamens – besteht. Ḏikr kann allein oder in einer Gruppe, schweigend oder laut vollzogen werden. Verbreitet ist die Anrufung Gottes mit einem seiner rühmenden 99 Namen, die jeweils eine seiner Eigenschaften nennen. Die theologische Grundlage bilden neben Hadithen zahlreiche Stellen im Koran, darunter insbesondere der Befehl „Ihr Gläubigen! Gedenket unablässig Gottes und preiset ihn morgens und abends!“, die Anweisung „Gedenke deines Herrn, wenn du vergisst“ und die mit einer Seligpreisung der Gedenkenden verbundene Feststellung „Im Gedenken Gottes findet das Herz Ruhe“. Mit der andauernden Wiederholung der Gebetsformel wird die Konzentration auf deren Inhalt bezweckt; der Betende soll sich möglichst ständig der Gegenwart Gottes bewusst sein. Davon erhoffen sich die Gläubigen Schutz im Diesseits und Belohnung im Jenseits. Einzelne Gebetsformeln werden gemäß der Anzahl ihrer Wiederholungen mit der Erwartung himmlischer Belohnungen verknüpft.
Besonders gepflegt wird der Ḏikr traditionell im Sufismus, wo er als Übung eine zentrale Rolle spielt. Mit der Übung der Konzentration wird die Nachlässigkeit (ġafla) bekämpft, die im Sufismus als eine Hauptverfehlung auf dem Weg zu Gott gilt und immer weiter zurückgedrängt werden soll. Bei den Sufis ist die Lehre von der Kontemplation systematisch ausgearbeitet und von Autoritäten wie Abū Bakr Muhammad al-Kalābādhī (10. Jahrhundert), Muḥammad al-Ġazzālī (gestorben 1111) und Ahmad ibn ʿAṭāʾ Allāh (gestorben 1309) dargestellt worden. Die verschiedenen Sufi-Orden haben unterschiedliche Stile entwickelt. Einschlägige Handbücher enthalten detaillierte Regeln, die unter anderem die Sitzhaltung und die Atemtechnik festlegen. Religionsschüler erhalten von ihren Meistern individuelle Anweisungen. Der Ḏikr soll eine so tiefe Versenkung in das Objekt der Kontemplation, den Schöpfer, bewirken, dass der Betende alles Geschaffene – auch sich selbst – vergisst. Manche Sufi-Lehrer beschreiben eine Folge von Stufen des Entwicklungswegs, auf dem man zu immer fortgeschritteneren Versenkungszuständen voranschreitet. Dabei sollen Lichterscheinungen auftreten. Der laute Ḏikr wird als „Gedenken mit der Zunge“ bezeichnet, der stille, der gewöhnlich höher geschätzt wird, als „Gedenken im Herzen“. Die stille Kontemplation wird nach den unterschiedlichen Zuständen und Erkenntnissen, zu denen sie führen soll, in mehrere Phasen unterteilt. Als höchste Stufe gilt in manchen Sufi-Traditionen der von ibn ʿAṭāʾ Allāh beschriebene ḏikr as-sirr (Gedenken des Innersten), ein Zustand, bei dem die Trennung von betendem Subjekt und angebetetem Objekt im wortlosen Ḏikr aufgehoben ist. Am Ende des Aufstiegs soll auch der Ḏikr vergessen werden und schließlich nur noch Gott präsent sein.

## Hinduismus
Im Hinduismus verwendet man für die drei aufeinanderfolgenden Stufen der Betrachtung, die den höheren Teil des Yoga-Wegs ausmachen, die Sanskrit-Bezeichnungen dhāraṇā, dhyāna und samādhi. Die erste Stufe ist dhāraṇā, die Übung der Konzentration, die eine Vorübung der eigentlichen Kontemplation darstellt. Gemeint ist eine Ausrichtung der ganzen Aufmerksamkeit und aller Gemütsbewegungen auf einen bestimmten innerlich in den Blick genommenen Gegenstand. Wenn diese Übung gemeistert ist, geht sie in die eigentliche Kontemplation, dhyāna, über. Dhyāna bedeutet „Nachsinnen, sich sinnend in einen inneren Gegenstand versenken“. Zur Konzentration auf das Objekt tritt nun das Erforschen und Erfassen von dessen Wesen hinzu. Dies geschieht in einer Schau, an der alle Seelenkräfte beteiligt sind; erforderlich ist nicht nur die Tätigkeit des Intellekts, sondern auch die Fähigkeit, sich dem Objekt hinzugeben. Dabei ergreift gewissermaßen der Gegenstand vom Betrachter Besitz, er übt auf ihn eine aufsaugende Gewalt aus. Dieser Zustand gilt als Vorbereitung für die höchste Kontemplationsstufe, die samādhi genannt wird. Samādhi ist das „Zusammenfügen“ oder „Zusammenlegen“, bei dem die Einheit von Subjekt und Objekt erlebt wird. Das Ziel des gesamten Kontemplationsprozesses ist die Erlangung einer umfassenden Einsicht in die Natur der Weltordnung. Die Versenkung, die zu solcher Einsicht führen soll, ermöglicht nach der Yoga-Lehre Befreiung (mokṣa) von der Unwissenheit, die im Hinduismus als Ursache des menschlichen Elends gilt, und damit Erlösung vom saṃsāra, dem Umherirren in einer vom Leid geprägten Welt.
Eine verbreitete Kontemplationsmethode ist der Japa, das beständig – oft über lange Zeiträume – wiederholte Rezitieren eines Mantras, das heißt eines Gottesnamens, heiligen Lautes oder Wortes oder eines religiösen Spruchs. Das Mantra wird gesprochen, gemurmelt, gesungen oder nur innerlich still aufgesagt. Dabei werden die Wiederholungen mit Hilfe einer Gebetskette (mālā) gezählt. Durch diese Praktik soll der Geist zur Ruhe gebracht und möglichst ausschließlich auf das Kontemplationsobjekt ausgerichtet werden. Der Japa wird schon im Yogasutra des Patañjali, dem klassischen Yoga-Leitfaden, empfohlen. Er wird von Yoga-Schülern und Tantrikern nach den Anweisungen ihres Gurus praktiziert. Oft stellen sich die Anwender während der Kontemplation die angerufene Gottheit visuell vor, wobei sich die entsprechenden Gefühle einstellen sollen. Die affektive Seite des Vorgangs ist wesentlich. Der Betrachter erhofft sich eine Verbindung mit der Gottheit, auf die er sich konzentriert, und deren gnädige Zuwendung. Es wird erwartet, dass sich die Gottheit ihrem Verehrer zeigt, wenn er den Japa korrekt ausführt.
Von zentraler Bedeutung ist der Japa im Bhakti-Yoga, der Praxis der liebenden Hingabe an die höchste Gottheit, die als Person aufgefasst wird. Die Praktizierenden (Bhaktas) sind der Überzeugung, der Gott sei in seinem Namen, den sie andächtig wiederholen, anwesend, alle seine Kraft und Macht sei darin enthalten. Allerdings könne nur ein Bhakta, ein wahrer Gottgeweihter, den Gottesnamen auf reine Weise aussprechen. Ein religiös unwissender, von der Maya (Illusion) gebundener Mensch spreche nur den „Schatten des Namens“ aus. Der wirkliche Name sei nicht die akustisch vernehmbare Lautgestalt, diese sei vielmehr nur seine Hülle oder sein Schatten. Vor allem im Kult von Krishna und Vishnu dient der Japa der Erzeugung und Festigung der Gottesliebe (Bhakti) und einer immer innigeren Verbindung zwischen dem Gott und seinem Verehrer. Das Ziel der Kontemplation ist die dauerhafte Gemeinschaft mit dem geliebten Gott. Es wird mit solcher Ausschließlichkeit verfolgt, dass sich sogar das Streben nach Befreiung vom Leid dadurch erübrigt.

## Buddhismus

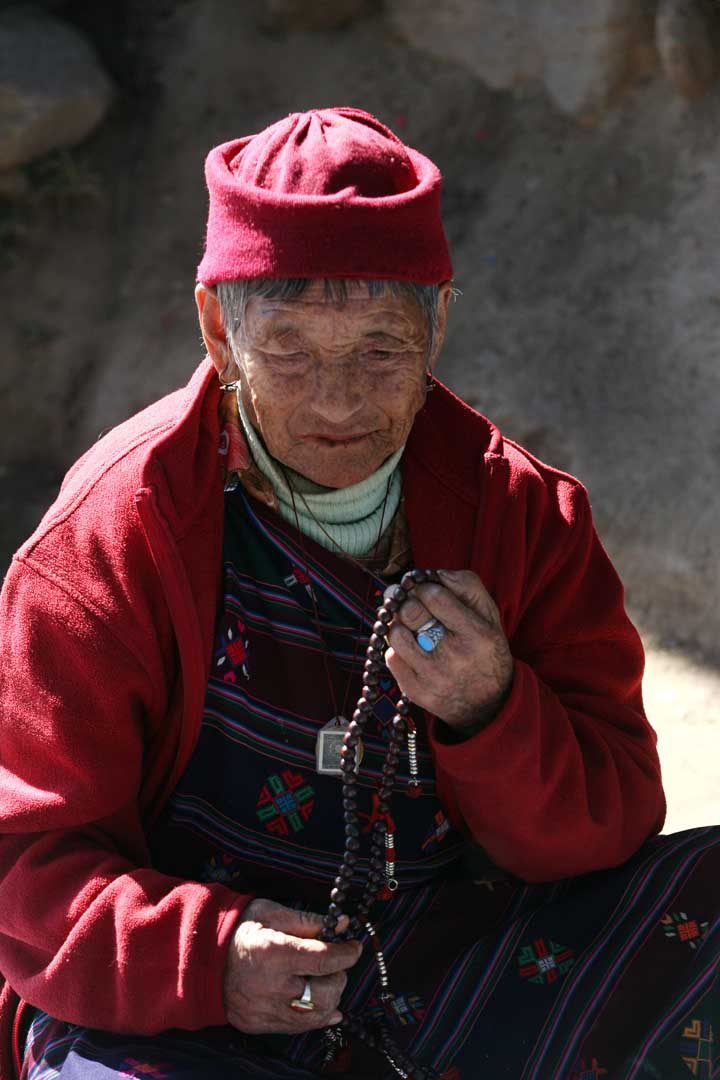
Eine Buddhistin mit Gebetskette in Bhutan

Im Buddhismus wird die Kontemplation mit dem Pali-Wort jhāna bezeichnet, das dem Ausdruck dhyāna im Sanskrit entspricht. Nach der buddhistischen Tradition wird jhāna in eine Reihe von aufeinanderfolgenden Stufen unterteilt. Es handelt sich um eine Praktik, die durch ausschließliche Konzentration auf einen einzigen Gegenstand, das jeweilige Objekt der Betrachtung, gekennzeichnet ist. Sie gilt als Voraussetzung für die Einsicht in die wahre Natur der Phänomene. Jede Sinnesaktivität ist eingestellt; der Weg führt vom Bereich der Formen – materielle Objekte oder daraus abgeleitete Vorstellungen – zum Formlosen. Zu den Betrachtungsobjekten zählen Vergänglichkeit, Leiden, Unpersönlichkeit und Leerheit. Allerdings führt die Kontemplation nach buddhistischem Verständnis nicht zum eigentlichen Ziel aller Bemühungen, dem „Erwachen“, sondern bereitet nur darauf vor. Die Zustände, die dabei erreicht werden, sind vergänglich. Sie haben keinen endgültigen Charakter und sind daher von begrenztem Wert oder sogar fragwürdig. Wegen der christlichen, insbesondere theistischen Konnotationen des Ausdrucks „Kontemplation“ wird in der Buddhismusforschung teils die Auffassung vertreten, dieses Wort sei als Bezeichnung für die buddhistische Praktik unpassend. Daher solle man jhāna lieber unübersetzt lassen.